# 22. März
Der 22. März ist der 81. Tag des gregorianischen Kalenders (der 82. in Schaltjahren), somit bleiben 284 Tage bis zum Jahresende. Fällt der 22. März auf einen Sonntag, ist dieser Tag der frühestmögliche Ostertermin.

## Ereignisse

### Politik und Weltgeschehen

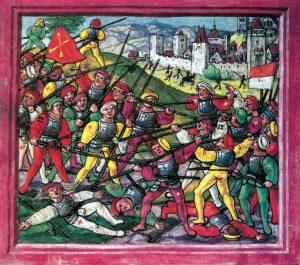
1499: Gefecht am Bruderholz

- 1421: In der Schlacht von Baugé wird während des Hundertjährigen Krieges ein englisches Heer von den französisch-schottischen Verbündeten geschlagen. Dabei stirbt auch Thomas of Lancaster, 1. Duke of Clarence, der Bruder des englischen Königs Heinrich V.
- 1499: Im Schwabenkrieg kommt es zur ersten größeren Auseinandersetzung. Im Gefecht am Bruderholz bei Basel erleiden Truppen des Schwäbischen Bundes gegen die Alte Eidgenossenschaft eine vernichtende Niederlage.
- 1540: Nach über sechs Jahren Fehde gegen das Kurfürstentum Sachsen wegen eines gerichtlichen Fehlurteils wird der ehemalige Kaufmann Hans Kohlhase in Berlin zum Tode verurteilt und am gleichen Tag durch Rädern hingerichtet.
- 1595: Sir Walter Raleigh entdeckt als erster Europäer den Asphaltsee auf Trinidad und verwendet die natürlichen Asphaltvorkommen sofort zum Abdichten seiner Schiffe.
- 1599: Auf Geheiß des württembergischen Herzogs Friedrich I. wird die Ideal- und Planstadt Freudenstadt gegründet. Mit dem Bau der geplanten Residenz des Herzogtums wird Heinrich Schickhardt betraut.

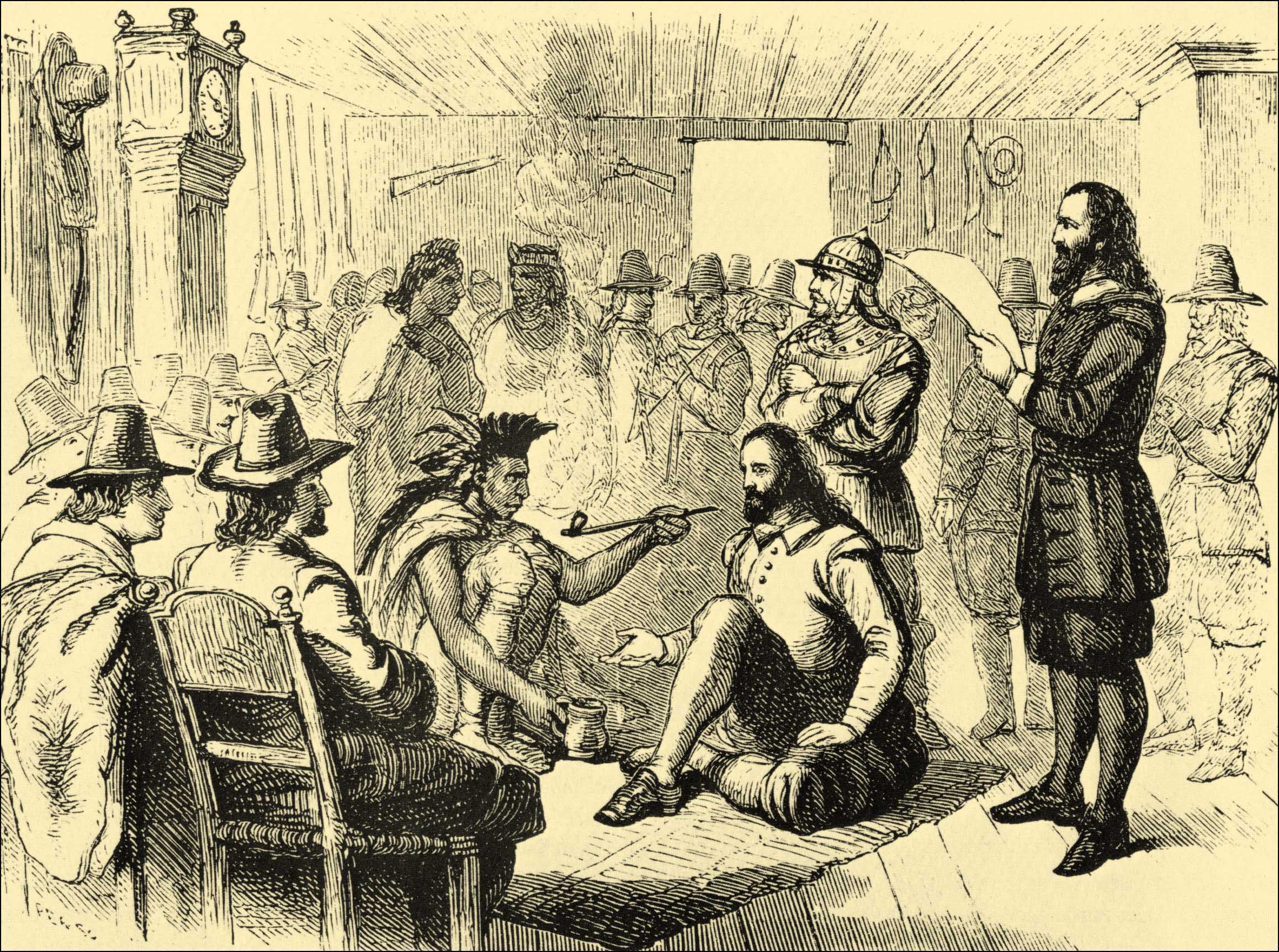
1621: Massasoit und Gouverneur John Carver rauchen die Friedenspfeife

- 1621: Auf Anregung des ehemaligen Sklaven Squanto besucht Massasoit, der Obersachem der Wampanoag, die Pilgerväter in der Kolonie Plymouth, um sie um Unterstützung gegen die übermächtigen Narraganset zu bitten.
- 1622: Opechancanough führt die Stammesföderation der Powhatan zu einem Angriff auf die Siedlungen vor Jamestown und zerstört diese. Die Stadt selbst entgeht dem Massaker nur durch die Warnung des zum Christentum konvertierten Indianerjungen Chanco.
- 1739: Eine persische Armee unter Nader Schah plündert und verwüstet Delhi, die Hauptstadt des zuvor besiegten Mogulreiches. Unter anderem wird der sagenhafte Pfauenthron geraubt.
- 1765: Im britischen Parlament wird der Stamp Act verabschiedet. Dies führt zu heftigen Protesten in den nordamerikanischen Kolonien und gilt als eine Voraussetzung für den späteren Amerikanischen Unabhängigkeitskrieg.
- 1829: Im ersten von drei Londoner Protokollen legen die drei Großmächte Frankreich, Großbritannien und Russland den Grenzverlauf des künftigen Staates Griechenland fest.

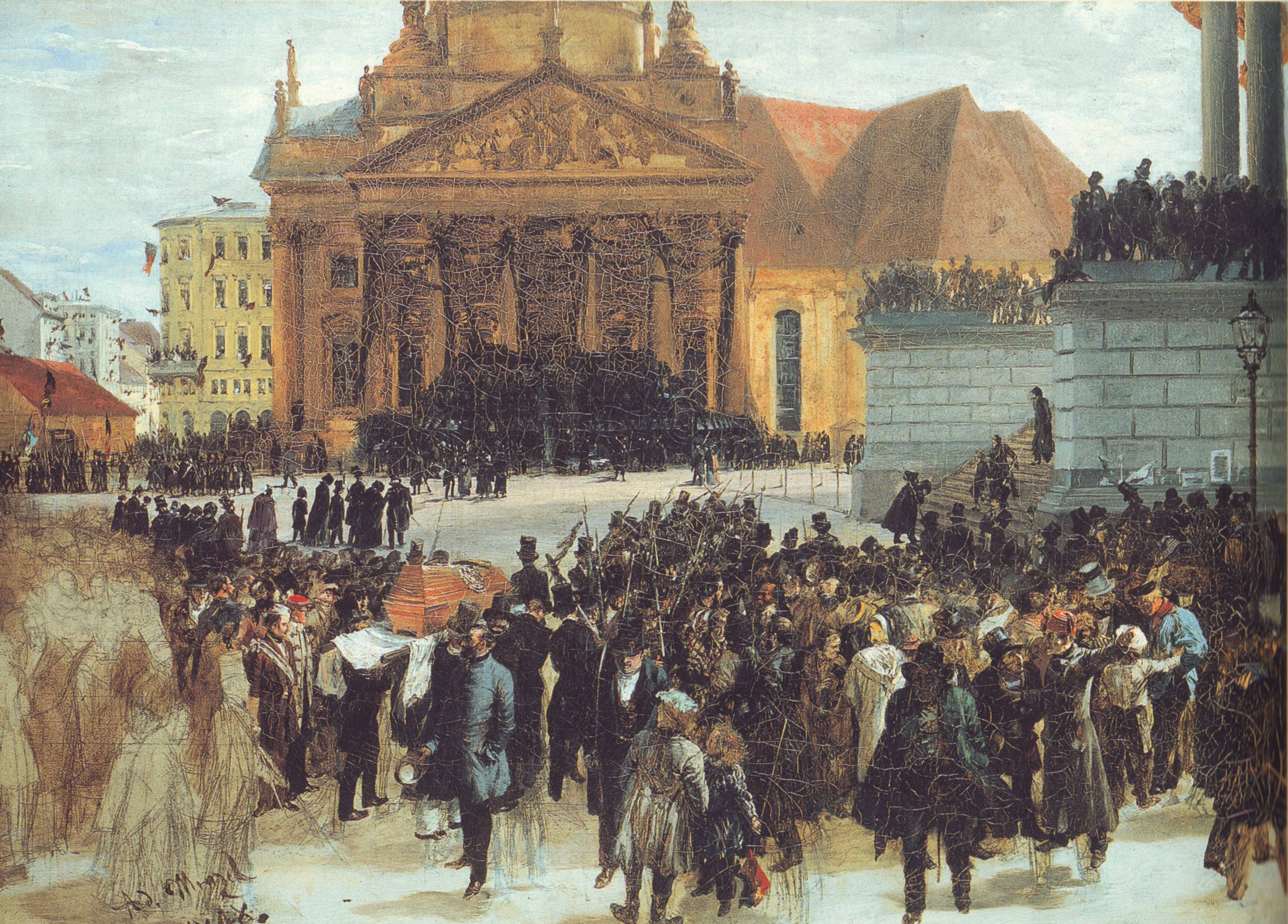
1848: Die Aufbahrung der Märzgefallenen

- 1848: Die Märzgefallenen des Barrikadenaufstands in Berlin werden vor dem Deutschen Dom am Gendarmenmarkt aufgebahrt. Anschließend werden sie auf dem neu geschaffenen Friedhof der Märzgefallenen beerdigt. Auf dem Weg dorthin verbeugt sich der preußische König Friedrich Wilhelm IV. vor ihnen.
- 1848: Im Rahmen der Märzrevolutionen in Mitteleuropa besetzt Daniele Manin mit mehreren Begleitern das Arsenal in Venedig, eine wichtige Absicherungsmaßnahme für die Ausrufung der Repubblica di San Marco am Folgetag.
- 1915: Die Belagerung von Przemyśl, die größte im Ersten Weltkrieg, endet mit der Kapitulation der österreich-ungarischen Truppen vor den russischen Streitkräften.
- 1920: Der deutsche Reichswehrminister des Kabinetts Bauer, Gustav Noske, muss infolge des Kapp-Putsches zurücktreten, weil ihm „Unterstützung der Konterrevolution“ vorgeworfen wird.

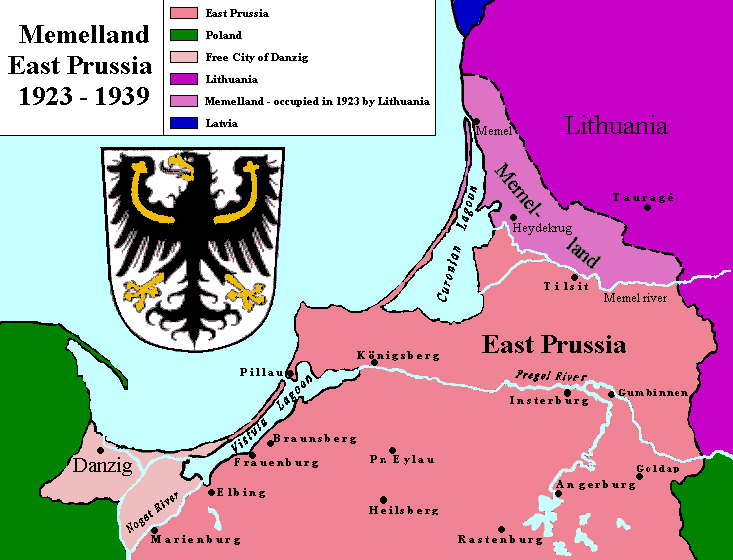
1939: Das Memelland

- 1939: Auf massiven Druck der Nationalsozialisten tritt Litauen das Memelland an das Deutsche Reich ab. Truppen der deutschen Wehrmacht besetzen am gleichen Tag die Hauptstadt Memel.
- 1942: Das Zweite Seegefecht im Golf von Syrte nördlich von Libyen während des Zweiten Weltkriegs zwischen der britischen und der italienischen Marine wird wegen der Dunkelheit ohne Entscheidung abgebrochen.
- 1943: Auf der Suche nach Partisanen im Zweiten Weltkrieg umstellt die SS die weißrussische Ortschaft Chatyn, treibt über 150 Menschen in eine Scheune und verbrennt sie bei lebendigem Leib. Aus diesem Anlass errichtete die Sowjetunion 1969 dort die Nationale Gedenkstätte der Republik Belarus.

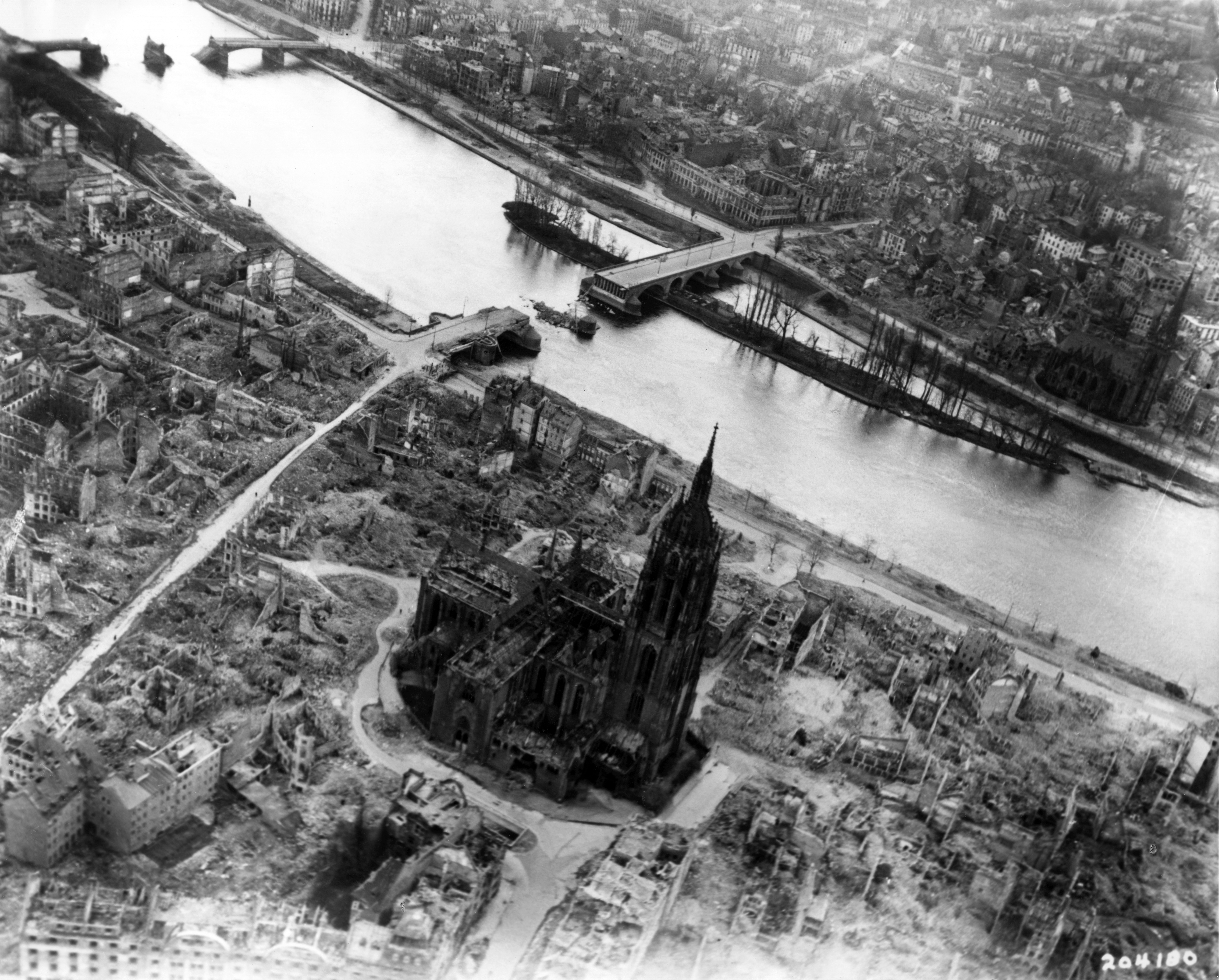
1944: Frankfurt nach dem Angriff

- 1944: Bei einem Bombenangriff auf Frankfurt am Main wird die gotische Altstadt fast vollständig vernichtet, 1.001 Menschen sterben.
- 1945: Bei der Bombardierung Hildesheims werden der Dom und die historische Altstadt mit ihren Fachwerkhäusern fast vollständig zerstört.
- 1945: Die arabischen Staaten Ägypten, Irak, Transjordanien, Jemen, Libanon, Saudi-Arabien und Syrien gründen in Kairo die Arabische Liga zwecks außenpolitischer Zusammenarbeit und friedlicher Beilegung gegenseitiger Konflikte.
- 1946: In der britischen Besatzungszone wird durch Fusion der Deutschen Aufbaupartei und der Deutschen Konservativen Partei die Deutsche Konservative Partei – Deutsche Rechtspartei (DKP-DRP) gegründet. Sie schließt sich vier Jahre später mit der Nationaldemokratischen Partei zur rechtsextremen Deutschen Reichspartei zusammen.

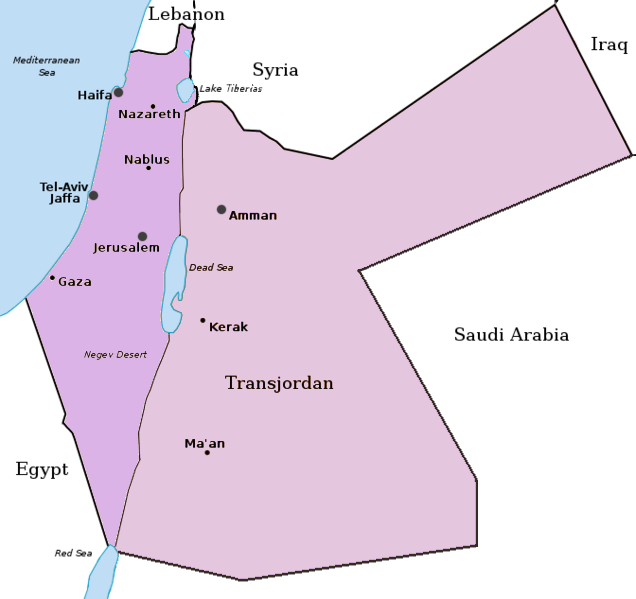
1946: Die britischen Mandatsgebiete im Nahen Osten

- 1946: Mit dem Vertrag von London entlässt Großbritannien das bisherige Mandatsgebiet Transjordanien unter Emir Abdallah ibn Husain in die Unabhängigkeit.
- 1962: Der Grundwehrdienst in der Bundeswehr der Bundesrepublik Deutschland wird auf 18 Monate verlängert.
- 1965: Nicolae Ceaușescu wird mit seinem Aufstieg zum Generalsekretär des Zentralkomitees der Rumänischen Kommunistischen Partei Nachfolger seines Förderers Gheorghe Gheorghiu-Dej als Machthaber in Rumänien.
- 1968: Linke Studierende gründen an der philosophischen Fakultät in Nanterre die Bewegung 22. März und besetzen das dortige Verwaltungsgebäude zur Durchsetzung verschiedener politischer Forderungen. Führende Sprecher der Gruppe sind Daniel Bensaïd und Daniel Cohn-Bendit.
- 1974: Der Deutsche Bundestag beschließt, das Volljährigkeitsalter zum 1. Januar 1975 von 21 auf 18 Jahre herabzusetzen.

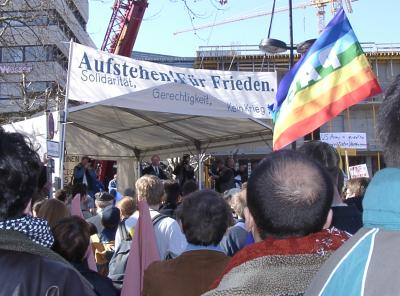
2003: Demonstration gegen den Irakkrieg

- 2003: Weltweit werden Friedensdemonstrationen gegen den seit zwei Tagen von den USA und der „Koalition der Willigen“ gegen den Irak geführten Irakkrieg abgehalten.
- 2004: Der Gründer der islamistischen Terrororganisation Hamas, Ahmad Yasin, wird am frühen Morgen von israelischen Kampfhubschraubern in Gaza getötet. Bei dem Angriff kommen neun weitere Menschen ums Leben.
- 2006: Die baskische separatistische Terrororganisation Euskadi Ta Askatasuna (ETA) kündigt einen dauerhaften Waffenstillstand an, der am 24. März in Kraft treten soll.
- 2006: Der Gründer der peruanischen Untergrundorganisation Movimiento Revolucionario Túpac Amaru, Victor Polay, wird von einem Gericht zu 32 Jahren Haft verurteilt.
- 2016: Bei Terroranschlägen in Brüssel werden von drei Selbstmordattentätern am Flughafen und in einer U-Bahn-Station im Stadtzentrum 32 Menschen getötet sowie 230 verletzt.
- 2017: Bei einem Terroranschlag vor dem Palace of Westminster in London tötet ein Angreifer mit einem Fahrzeug zunächst mehrere Passanten und verletzt rund 40 weitere zum Teil schwer. Nachdem er anschließend einen Polizisten erstochen hat, wird er von Einsatzkräften erschossen.
- 2020: Wegen der COVID-19-Pandemie in Deutschland werden Regelungen zur räumlichen Distanzierung veröffentlicht.[1]

### Wirtschaft
- 1765: Das britische Parlament verabschiedet das Stempelgesetz. Die Stempelsteuer soll in den nordamerikanischen Kolonien erhoben, aber nach London abgeführt werden. Das löst erheblichen Protest und Boykottaktionen der Siedler aus.

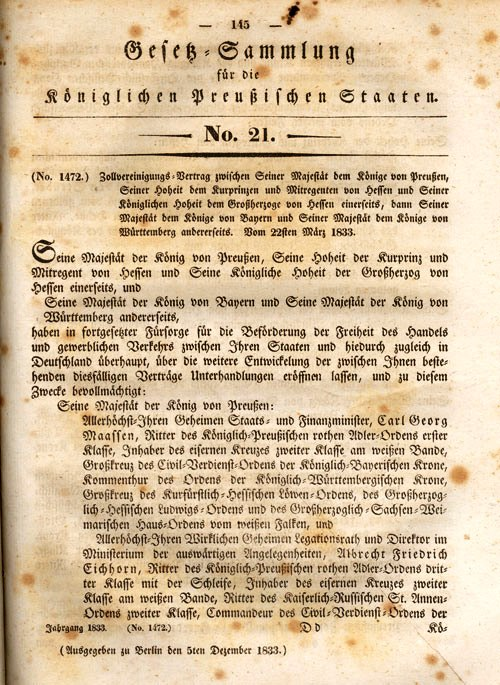
1833: Zollvereinigungsvertrag

- 1833: Die Königreiche Bayern und Württemberg schließen mit Preußen und dem Großherzogtum Hessen den Zollvereinigungsvertrag ab. Der bestehende Süddeutsche Zollverein geht damit vereinbarungsgemäß am 1. Januar 1834 im Deutschen Zollverein auf.
- 1851: Das Königreich Württemberg trennt sich von der privaten Thurn-und-Taxis-Post und richtet einen Staatsbetrieb für den Postdienst ein.
- 1884: Ecuador führt den Sucre als Landeswährung ein.
- 2000: Der Aktienindex S&P 500, der 500 der größten US-amerikanischen Unternehmen umfasst, durchbricht erstmals die 1.500 Punkte-Marke.

### Wissenschaft und Technik
- 1781: Pierre Méchain entdeckt die unter dem Namen Messier 94 bekannte Spiralgalaxie. Spätere Beobachtungen billigen ihr ferner den Status einer Starburstgalaxie zu.

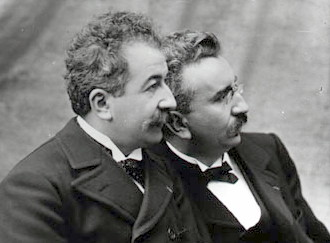
1895: Auguste und Louis Lumière

- 1895: Die Brüder Lumière führen mit dem Cinématographe vor einem geschlossenen Publikum in der Société d’Encouragement à l’Industrie Nationale eine Fassung des Films Arbeiter verlassen die Lumière-Werke vor.
- 1897: Bei Müngsten, einer Hofschaft an der Wupper zwischen Solingen und Remscheid, findet das Richtfest für die Kaiser-Wilhelm-Brücke statt. Die von Anton von Rieppel erbaute Brücke ist eine genietete Stahlgitterkonstruktion und die höchste Eisenbahnbrücke Deutschlands.
- 1906: In Hamburg läuft der Panzerkreuzer (Großer Kreuzer) Scharnhorst, das spätere Flaggschiff des deutschen Ostasiengeschwaders, vom Stapel.
- 1911: In Kiel läuft mit der Kaiser das erste mit Turbinen angetriebene deutsche Linienschiff vom Stapel.

1935: Fernsehsender „Paul Nipkow“

- 1935: Vom Berliner Funkturm wird das erste reguläre Fernsehprogramm der Welt abgestrahlt. Reichssendeleiter Eugen Hadamovsky eröffnet die Ausstrahlung des Fernsehsenders „Paul Nipkow“.

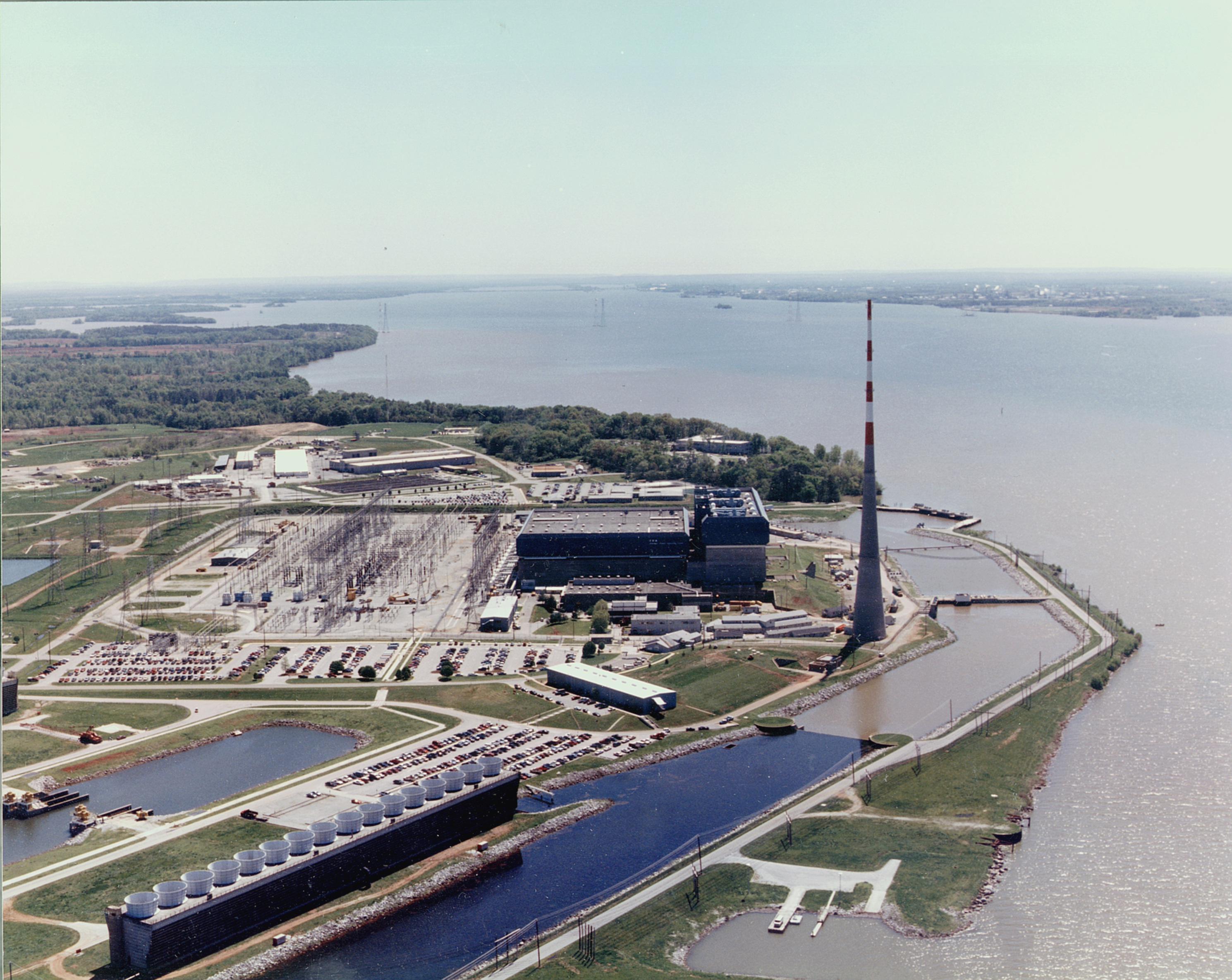
1975: Kernkraftwerk Browns Ferry

- 1975: Im Kernkraftwerk Browns Ferry bei Decatur (Alabama) bricht beim Hantieren eines Technikers mit offenem Licht ein Feuer aus, das eine Außerbetriebnahme des Kernreaktors zur Folge hat.
- 1995: Der russische Kosmonaut Waleri Wladimirowitsch Poljakow kehrt nach dem mit 417 Tagen bisher längsten Aufenthalt in einer Raumstation zur Erde zurück.

### Kultur
- 1836: Die Oper I Briganti von Saverio Mercadante nach dem Drama Die Räuber von Friedrich Schiller wird am Théâtre-Italien in Paris uraufgeführt.
- 1854: Die Uraufführung der Oper Die Nibelungen von Heinrich Dorn findet in Weimar statt.

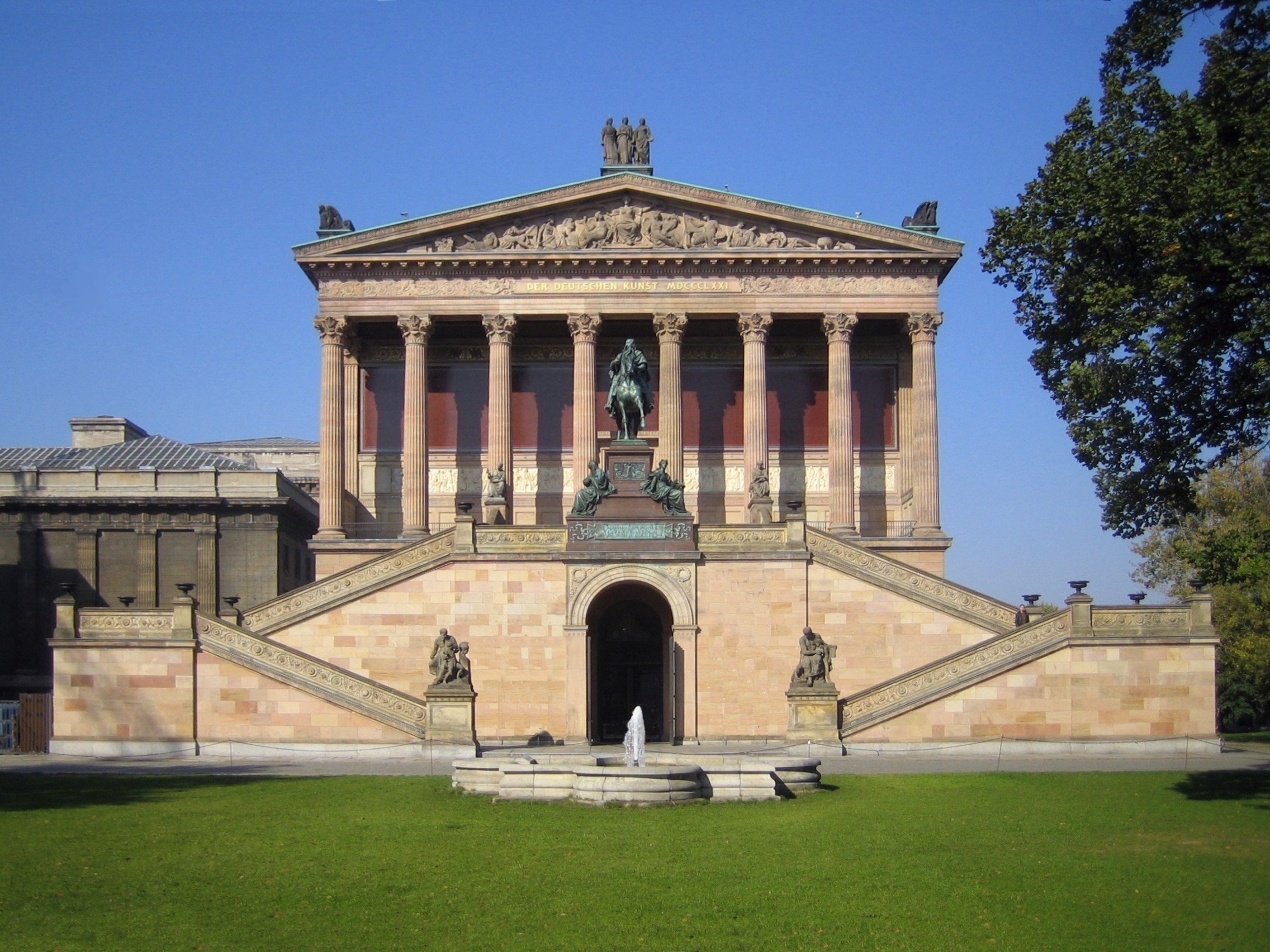
1876: Alte Nationalgalerie

- 1876: In Berlin wird im Beisein von Kaiser Wilhelm I. die Nationalgalerie eröffnet. Der Bau nach den Plänen von Friedrich August Stüler unter der Leitung von Johann Heinrich Strack hat neun Jahre in Anspruch genommen.
- 1948: Die Dänische Rechtschreibreform tritt in Kraft. Sie schafft die Großschreibung von Substantiven ab und führt den Buchstaben Å ein.
- 1963: In Großbritannien erscheint die erste LP der Beatles Please Please Me. Fast alle Titel wurden am 11. Februar in einer einzigen Aufnahmesession eingespielt.
- 1994: Steven Spielbergs Holocaust-Drama Schindlers Liste wird mit sieben Academy Awards ausgezeichnet, unter anderem in der Kategorie Bester Film.
- 2007: Der österreichisch-deutsche Spielfilm Die Fälscher von Stefan Ruzowitzky über die nationalsozialistische Aktion Bernhard im Zweiten Weltkrieg mit Karl Markovics in der Hauptrolle hat seinen Kinostart.

### Religion
- 0752: Nach dem Tod von Zacharias wird der älteste Presbyter Stephan vom Volk und Klerus Roms zum Papst bestimmt. Er stirbt jedoch bereits vier Tage später, ohne die Weihen erhalten zu haben.
- 1312: Papst Clemens V. verbietet auf dem Konzil von Vienne den Templerorden. Er erfüllt damit einen Wunsch von Frankreichs König Philipp IV.

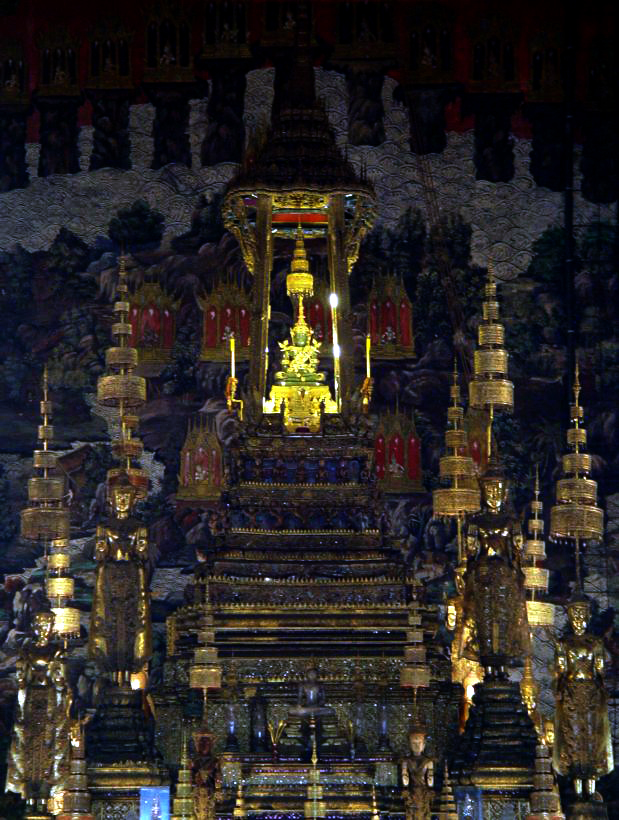
1784: Der Smaragd-Buddha

- 1784: Der Smaragd-Buddha wird vom thailändischen König Rama I. in einer feierlichen Zeremonie von Thonburi in den Tempel Wat Phra Sri Rattana Satsadaram in der neuen Hauptstadt Bangkok gebracht.

### Katastrophen
Kleinere Unglücksfälle sind in den Unterartikeln von Katastrophe und in der Liste von Katastrophen aufgeführt.

### Natur und Umwelt

1907: Friedrich von Lindequist

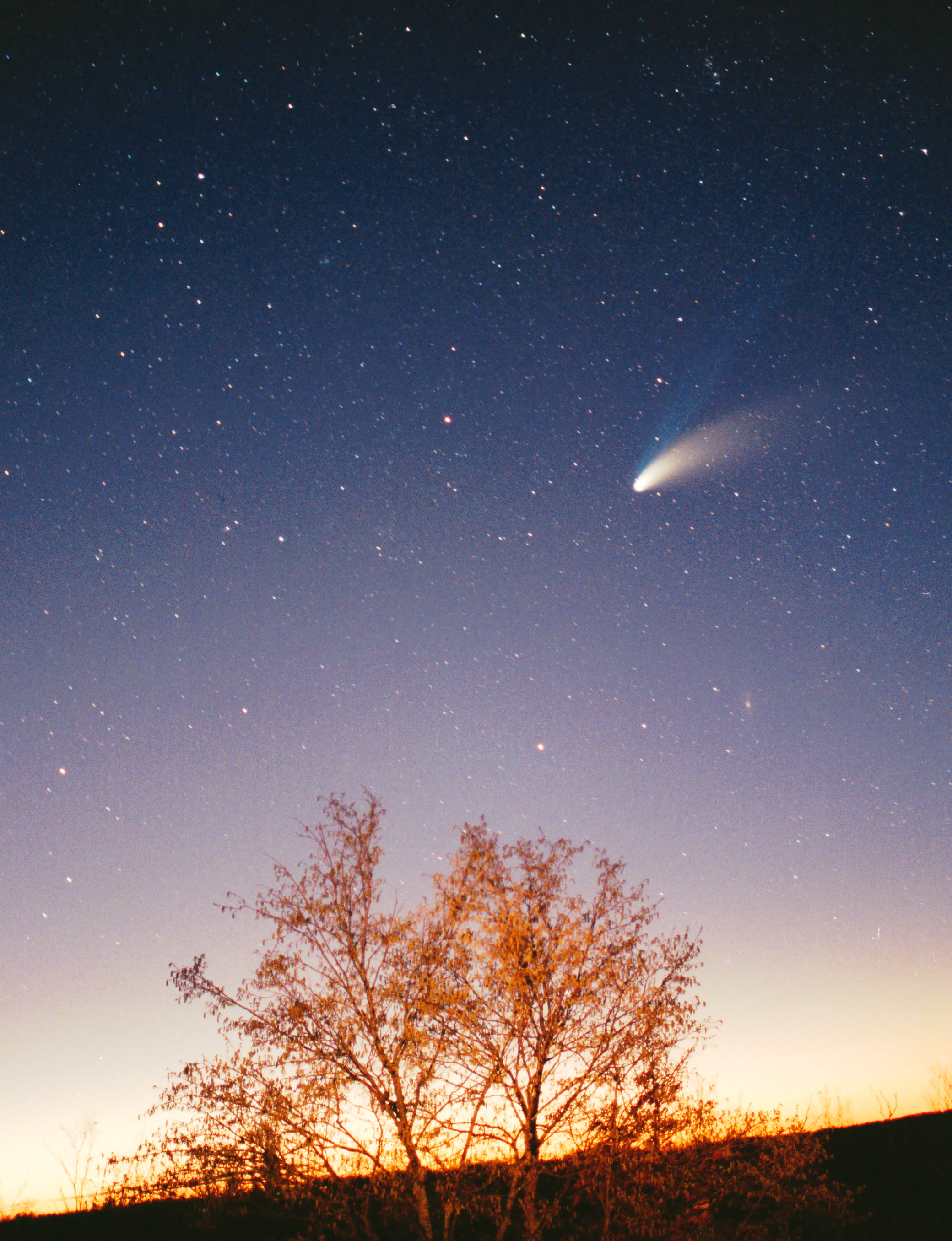
1997: Hale-Bopp

- 1907: Der Gouverneur von Deutsch-Südwestafrika, Friedrich von Lindequist, stellt ein Viertel des Landes unter Naturschutz und schafft damit die Grundlage für den heutigen Etosha-Nationalpark.
- 1985: Das Wiener Übereinkommen zum Schutz der Ozonschicht wird von 28 Staaten unterzeichnet.
- 1997: Der 1995 von Alan Hale und Thomas Bopp entdeckte Komet Hale-Bopp erreicht seinen erdnächsten Punkt. Er gilt als einer der „Großen Kometen“ des 20. Jahrhunderts.

### Sport
- 1888: William McGregor gibt in Birmingham die Gründung der englischen Football League bekannt.
- 1986: Trevor Berbick gewinnt seinen Boxkampf und Weltmeistertitel im Schwergewicht gegen Pinklon Thomas in Las Vegas durch einen Sieg nach Punkten.
- 1989: Dem Eishockey-Torwart der Buffalo Sabres, Clint Malarchuk, wird bei einem unglücklichen Zusammenstoß mit einem Gegner eine Halsvene aufgeschnitten. Er überlebt die schwere Verletzung und steht schon nach einer Woche wieder auf dem Eis.

Einträge von Leichtathletik-Weltrekorden befinden sich unter der jeweiligen Disziplin unter Leichtathletik.

## Geboren

### Vor dem 18. Jahrhundert
- 0841: Bernard Plantevelue, fränkischer Adliger, Graf der Auvergne und von Toulouse, Markgraf von Gothien
- 1212: Go-Horikawa, Kaiser von Japan
- 1366: Thomas Mowbray, 1. Duke of Norfolk, englischer Magnat, Diplomat und Militär
- 1394: Ulugh Beg, Herrscher des Timuridenreiches und Astronom
- 1431: Juan de Castro, italienischer Geistlicher, Bischof von Girgenti, Kardinal

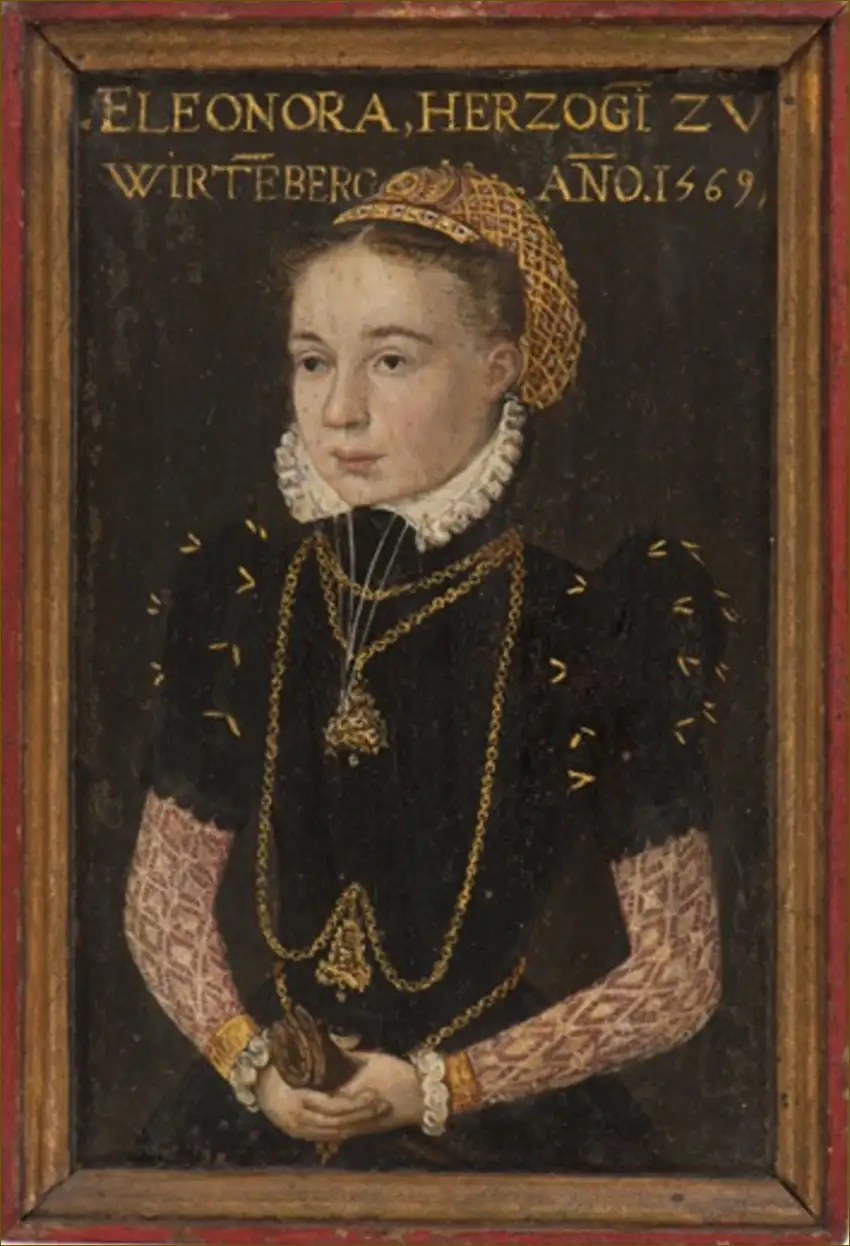
Eleonore von Württemberg (* 1552)

- 1459: Maximilian I., Herzog von Burgund, deutscher König, Erzherzog von Österreich und Kaiser des Heiligen Römischen Reiches
- 1499: Johannes Carion, deutscher Astrologe, Mathematiker und Historiker
- 1504: Antonio Francesco Grazzini, italienischer Dichter
- 1517: Gioseffo Zarlino, italienischer Musiktheoretiker und Komponist
- 1523: Daniel Brendel von Homburg, Erzbischof und Kurfürst von Mainz
- 1552: Eleonore von Württemberg, Fürstin von Anhalt und Landgräfin von Hessen-Darmstadt
- 1554: Catherine de Parthenay, französische Adelige und Mathematikerin
- 1557: Kasimir VI., nicht-regierender Herzog von Pommern
- 1571: Johannes Fabri, deutscher Arzt und Professor
- 1579: Friedrich Hortleder, deutscher Historiker und Politiker
- 1581: Gregoria Maximiliane, Erzherzogin von Österreich
- 1583: Gabriel Rollenhagen, deutscher Dichter, Schriftsteller und Emblematiker
- 1585: Christoph Radziwiłł, Feld- bzw. Großhetman von Litauen und Reichsfürst des Heiligen Römischen Reiches
- 1588: Friedrich von Brandenburg, Markgraf von Brandenburg
- 1593: Johann Ulrich Steigleder, deutscher Komponist und Organist

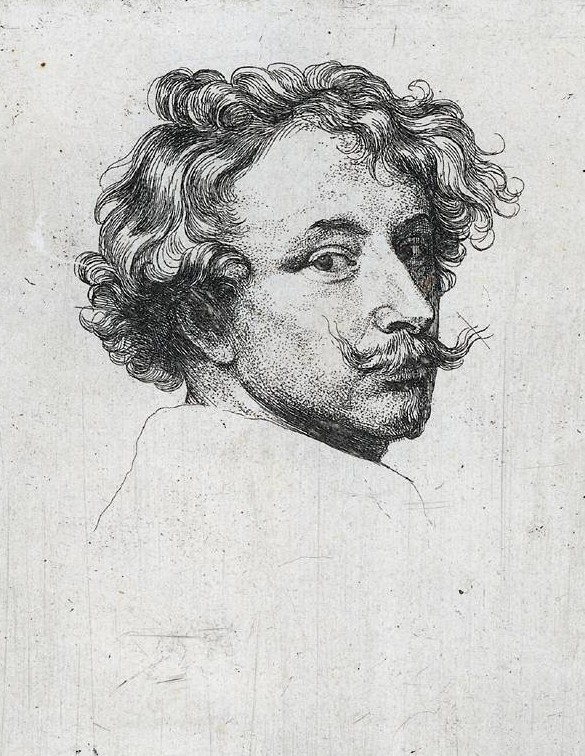
Anthonis van Dyck (* 1599)

- 1599: Anthonis van Dyck, flämischer Maler und Grafiker
- 1607: Paul Gerhardt, deutscher Kirchenlieddichter
- 1607: August Hauptmann, deutscher Arzt, Alchemist und Balneologe
- 1615: Katherine Jones, Viscountess Ranelagh, angloirische Alchemistin
- 1616: François Duchesne, französischer Historiograf
- 1626: Friedrich Hildebrand, deutscher Lehrer und Autor
- 1632: Christian Cochius, deutscher Theologe, kurfürstlich-brandenburgischer Hof- und Domprediger
- 1643: Johann Mantzel, deutscher Theologe, Philologe und Pädagoge
- 1644: Otto Mencke, deutscher Gelehrter und Professor für Moral und Politik
- 1662: August Christoph von Wackerbarth, sächsischer Generalfeldmarschall und Staatsminister
- 1663: August Hermann Francke, deutscher Theologe und Pädagoge
- 1676: Friedrich Wilhelm Bierling, deutscher Theologe und Historiker
- 1677: Anna Luise Föhse, Ehefrau des Fürsten Leopold I. von Anhalt-Dessau
- 1688: Joachim Daniel Jauch, deutscher Ingenieuroffizier und Architekt
- 1699: Johann Georg von Langen, deutscher Forst- und Oberjägermeister

### 18. Jahrhundert
- 1701: Castulus Riedl, deutscher Ingenieurgeograph, Geodät, Kartograf, Wasserbau- und Straßenplaner
- 1705: Nicolas Sébastien Adam, französischer Bildhauer
- 1708: Ernst Henrich Berling, deutsch-dänischer Buchdrucker sowie Gründer und Herausgeber der dänischen Tageszeitung „Berlingske Tidende“
- 1711: Samuel Gotthold Lange, deutscher Dichter, Pfarrer, Übersetzer und Pietist
- 1712: Edward Moore, englischer Dramatiker und Schriftsteller
- 1720: Nicolas-Henri Jardin, französischer Architekt
- 1727: Jean-Frédéric de La Tour du Pin Gouvernet, französischer Offizier und Kriegsminister
- 1731: James Kinsey, Delegierter von New Jersey im Kontinentalkongress

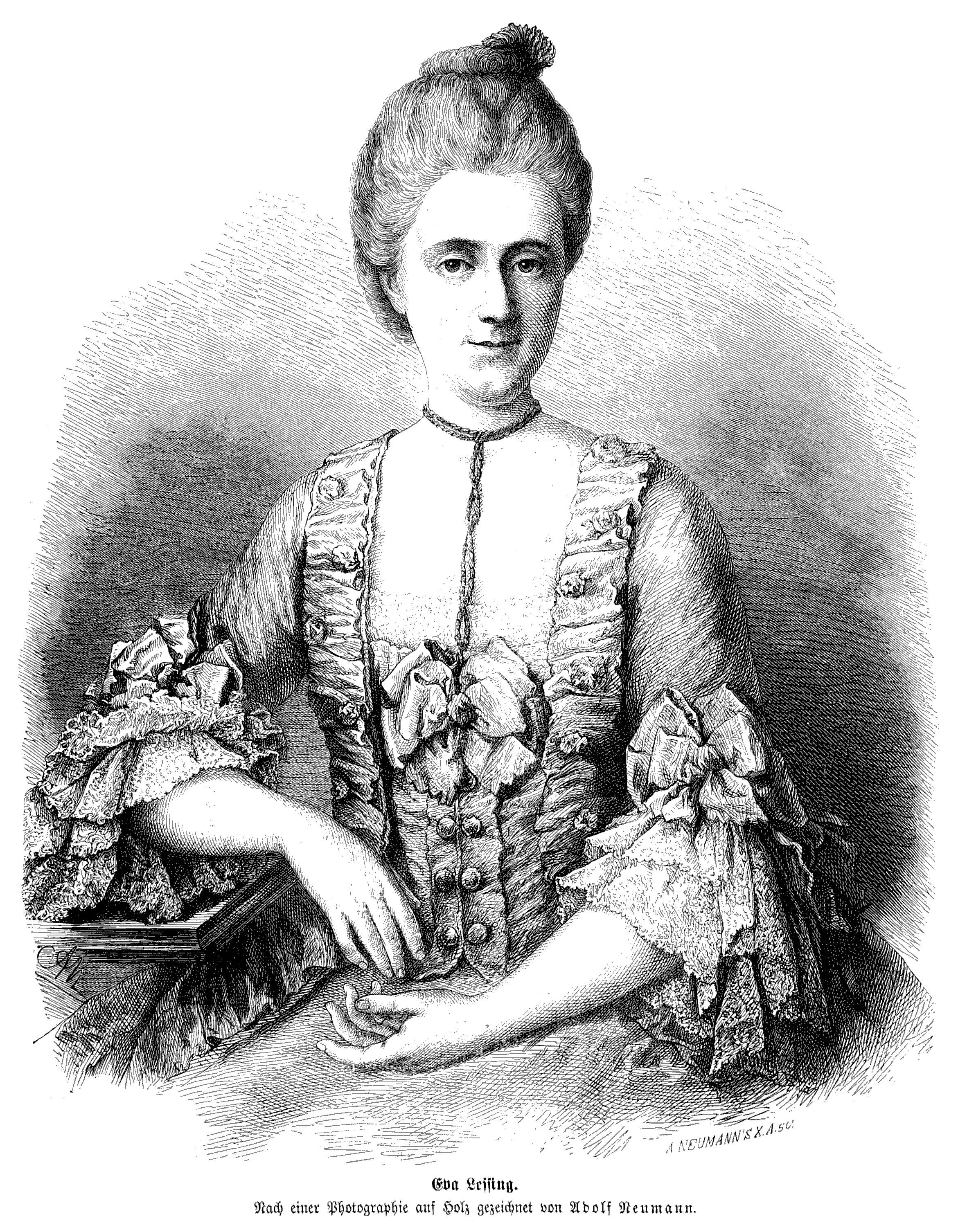
Eva Lessing (* 1736)

- 1734: Nikolai Wassiljewitsch Repnin, russischer Generalfeldmarschall und Diplomat
- 1735: Karl Joseph Bouginé, deutscher Theologe und Lehrer
- 1735: Immanuel Johann Gerhard Scheller, deutscher Altphilologe und Lexikograf
- 1735: Richard Smith, Delegierter von New Jersey im Kontinentalkongress
- 1736: Eva König, Ehefrau von Gotthold Ephraim Lessing
- 1739: Louis Alexandre d’Albignac, französischer General
- 1748: Sámuel Ambrózy, ungarischer Theologe
- 1750: Gustav von Schlabrendorf, deutscher Schriftsteller
- 1756: Caspar Zeller, deutscher Unternehmer
- 1759: Hedwig von Schleswig-Holstein-Gottorf, Königin von Schweden und Norwegen
- 1760: Johann Heinrich Freytag, deutscher Jurist und Bürgermeister von Frankfurt (Oder)
- 1763: Franz Ferdinand von Druffel, deutscher Medizinprofessor, Gutachter von Anna Katharina Emmerick
- 1765: František Josef Dusík, böhmischer Komponist
- 1767: Nicolai Hinrichsen Angel, deutscher Instrumenten- und Orgelbauer

Heinrich Zschokke (* 1771)

- 1771: Heinrich Zschokke, deutsch-schweizerischer Schriftsteller und Politiker
- 1781: Antoine Adolphe Marcelin Marbot, französischer General
- 1785: Adam Sedgwick, britischer Begründer der modernen Geologie
- 1786: Joachim Lelewel, polnischer Historiker und Freiheitskämpfer
- 1790: Gottfried Bandhauer, deutscher Baumeister
- 1795: Ludwig Choris, deutsch-russischer Maler, Zeichner, Lithograf und Forschungsreisender
- 1797: Ferdinand von Stelzhammer, österreichischer Jurist
- 1797: Wilhelm I., deutscher Kaiser
- 1798: Eduard Gans, deutscher Jurist, Rechtsphilosoph und Historiker
- 1799: Friedrich Wilhelm August Argelander, deutscher Astronom

### 19. Jahrhundert

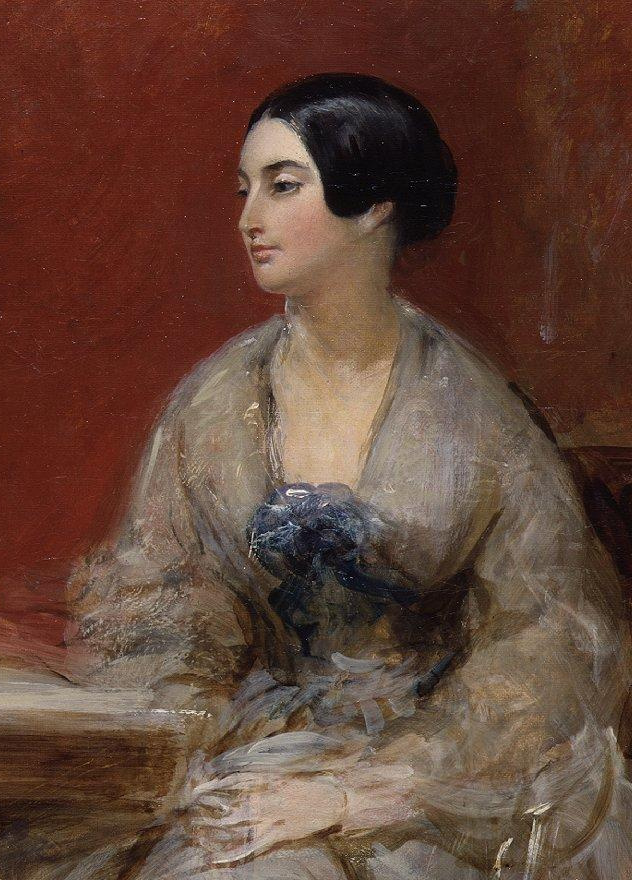
Caroline Norton (* 1808)

- 1801: Friedrich Beckmann, deutscher Theaterschauspieler und Komiker
- 1802: Johann Martin Bernatz, deutscher Landschaftsmaler
- 1802: Leopold Feldmann, bayerischer Lustspieldichter
- 1802: Raphael Kühner, deutscher Altphilologe
- 1802: Robert MacAndrew, britischer Kaufmann und Naturforscher
- 1803: Eduard Ahrens, deutsch-baltischer Sprachforscher und Geistlicher
- 1803: Abner Coburn, US-amerikanischer Politiker, Gouverneur von Maine
- 1803: Johann Hoffmann, österreichischer Sänger und Theaterleiter
- 1803: Antonie Waldorp, niederländischer Bühnenbildner, Genre-, Porträt-, Landschaftsmaler und Lithograf
- 1804: Paul Arnold, hessischer Hofbaumeister und Abgeordneter der Landstände des Großherzogtums Hessen
- 1804: Ferdinand Callin, deutscher Schuldirektor, Pädagoge und Publizist
- 1805: Franz Ferdinand Benary, deutscher Orientalist und Exeget
- 1805: Joseph Harding, englischer Käsehersteller
- 1805: Giuseppe Mazzini, italienischer Philosoph, Journalist, Politiker und Freiheitskämpfer
- 1805: Jurij Mihevec, slowenischer Komponist
- 1806: Giovanni Jauch, Schweizer Politiker, Nationalrat, Ständerat
- 1806: Christoph Albert Kurz, Schweizer Jurist und Politiker, Ständerat, Nationalrat
- 1806: Gottlob Ludwig Rabenhorst, deutscher Botaniker
- 1807: Gustav von Franck, österreichischer Schriftsteller, Herausgeber und Maler
- 1807: Moritz Pinder, deutscher Bibliothekar, Numismatiker und Ministerialbeamter
- 1807: Alexander von Schoeler, preußischer General
- 1808: Carl Dolt, eigentlich Carl Pizzala, italienisch-österreichischer Theaterschauspieler und Komiker
- 1808: Ludwig Lange, deutscher Architekt, Architektur- und Landschaftszeichner
- 1808: Caroline Norton, britische Schriftstellerin und Reformerin
- 1808: David Swinson Maynard, US-amerikanischer Pionier und Arzt, Gründer von Seattle
- 1808: August Reichensperger, deutscher Jurist und Politiker, Mitglied der Frankfurter Nationalversammlung, MdR
- 1808: Eduard Scriba, deutscher Student, Lehrer und Revolutionär
- 1811: Jan Kilian, sorbischer Pfarrer, Anführer sorbischer Auswanderer
- 1814: Thomas Crawford, US-amerikanischer Bildhauer
- 1815: Franz Folliot de Crenneville, österreichischer General
- 1817: Braxton Bragg, General der Konföderierten im Amerikanischen Bürgerkrieg
- 1819: Joseph-Jean-Louis Robert, französischer Geistlicher und römisch-katholischer Bischof von Marseille
- 1819: William Wirt Adams, US-amerikanischer Brigadegeneral der Konföderierten im Amerikanischen Bürgerkrieg
- 1822: Isaäc Dignus Fransen van de Putte, niederländischer Politiker, Vorsitzender des Ministerrats
- 1823: Christoph Ernst Luthardt, deutscher Theologe
- 1825ː Elise Krinitz, deutsche Autorin
- 1828: Charles Demôle, französischer Politiker
- 1831: Adolf von Auer, deutscher Rechtsanwalt
- 1831: Hans Lachenberger, deutscher Komponist

Virginia Oldoini (* 1837)

- 1837: Virginia Oldoini, italienische Kurtisane, Fotomodell und Mätresse des französischen Kaisers Napoleon III.
- 1841: Anastasios Christomanos, griechischer Chemiker und Rektor der Universität Athen
- 1842: Adolf Haenle, deutscher Architekt
- 1842: Mykola Lyssenko, ukrainischer Komponist, Pianist und Dirigent
- 1844: Theodor Gohl, Schweizer Architekt
- 1844: Franziska Speyer, deutsche Stifterin und Mäzenin
- 1846: Randolph Caldecott, britischer Illustrator
- 1847ː Vicenta María López y Vicuña, spanische Ordensgründerin und Heilige der katholischen Kirche
- 1848: Hermann Sökeland, deutscher Museumsdirektor
- 1852: Theodore Davie, kanadischer Jurist und Politiker, Premierminister von British Columbia
- 1852ː Julie Eichholz, deutsche Frauenrechtlerin
- 1852: Hector-Irénée Sévin, französischer Geistlicher, Bischof von Châlons, Erzbischof von Lyon, Kardinal
- 1855: Paul Schreiber, deutscher Arzt, Geheimer Sanitätsrat
- 1857: Paul Doumer, französischer Politiker, Generalgouverneur von Indochina, Minister, Staatspräsident

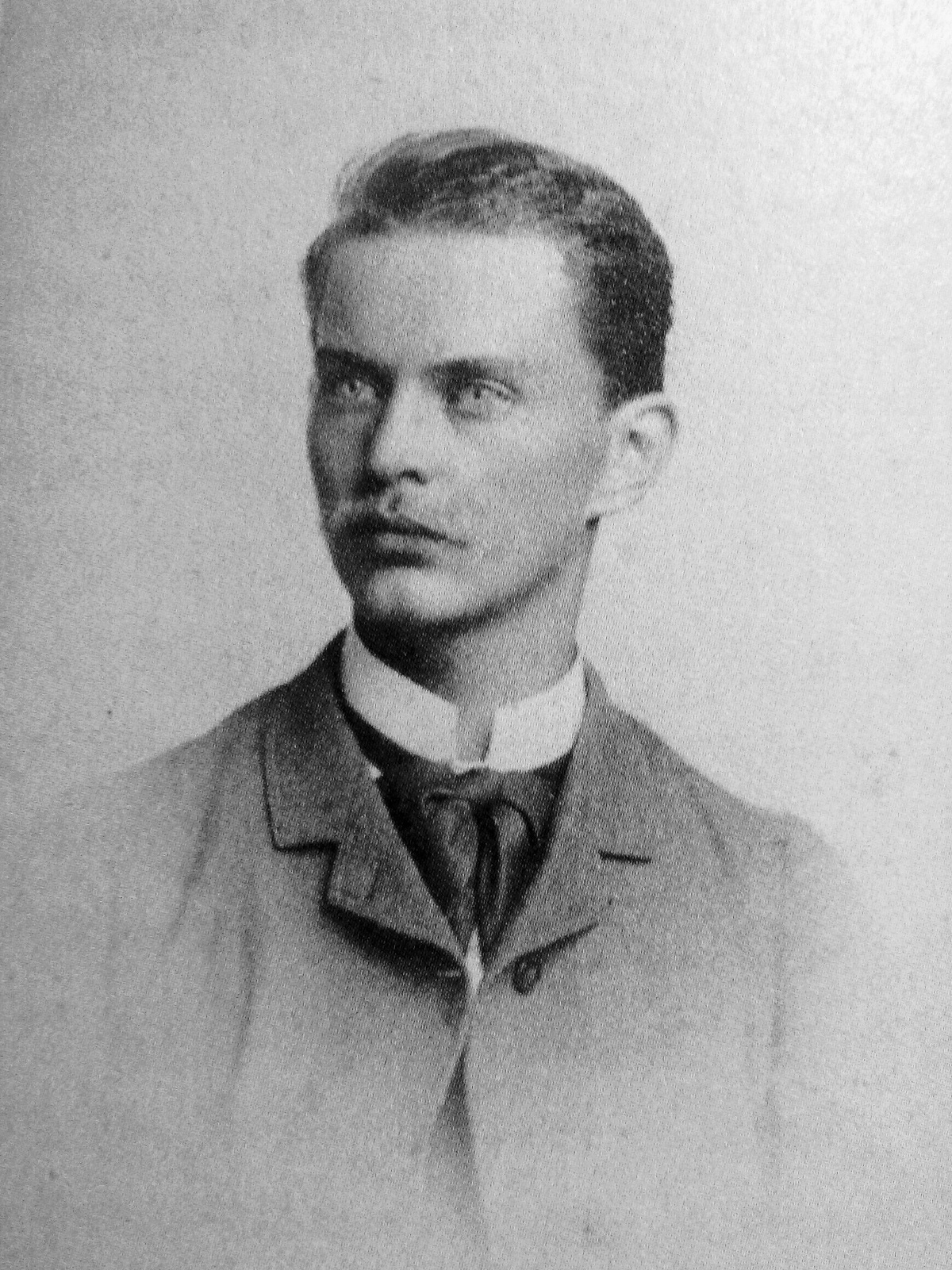
Louis Baur (* 1858)

- 1858: Louis Baur, Schweizer Kaufmann und Handelsagent
- 1858: Hans Meyer, deutscher Geograph und Verleger
- 1860: Otto Barblan, Schweizer Komponist, Organist und Musikpädagoge
- 1863: Albertine Assor, Mitbegründerin der evangelisch-freikirchlichen Diakonie
- 1863: Christian von Krogh, deutscher Kolonialoffizier
- 1868: Alfred Fowler, britischer Astronom
- 1868: Robert Andrews Millikan, US-amerikanischer Physiker, Nobelpreisträger
- 1868: Hamish MacCunn, schottischer Komponist und Dirigent
- 1869: Emilio Aguinaldo, philippinischer General, Politiker und Unabhängigkeitsführer
- 1869: Julius Keck, deutscher Politiker
- 1871: Franz Adam Beyerlein, deutscher Jurist und Schriftsteller
- 1871: Paul Gläser, deutscher Kirchenmusiker, Komponist und Kirchenmusikdirektor
- 1871ː Hildegard Koch, deutsche Malerin, Mitglied der Gruppe Dresdner Künstlerinnen
- 1872: Fritz Stüber-Gunther, österreichischer Schriftsteller
- 1873: Gertrud Caspari, deutsche Kinderbuch-Illustratorin
- 1873: Ole Hjellemo, norwegischer Komponist
- 1874ː Marguerite Alioth, Schweizer Pianistin, Komponistin und Frauenrechtlerin

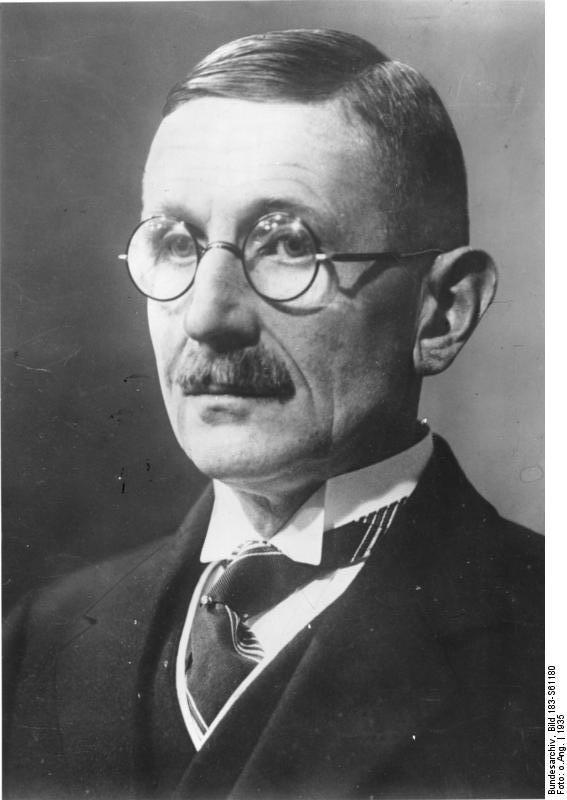
Hans Grimm (* 1875)

- 1875: Hans Grimm, deutscher Schriftsteller und Publizist
- 1875: Anton Hanak, österreichischer Bildhauer
- 1875: Friedrich von Huene, deutscher Wirbeltierpaläontologe
- 1875: Franz Joseph Koch, deutscher Lehrer und Autor
- 1876ː Klawdija Timofejewna Nowgorodzewa, Funktionärin der russischen revolutionären Bewegung
- 1876: João Teixeira Pinto, portugiesischer Kolonialoffizier
- 1877: Clara Harnack, deutsche Malerin
- 1877: Waldemar Mitscherlich, deutscher Staatswissenschaftler
- 1878: Jean Strauwen, belgischer Komponist und Dirigent
- 1878: Michel Théato, Luxemburger Leichtathlet
- 1879: Léon Deubel, französischer Lyriker
- 1879: Josef Heinrich Grebing, deutscher Kaufmann und Maler
- 1884: Arthur H. Vandenberg, US-amerikanischer Politiker, Senator
- 1885: Wilhelm Beyer, deutscher Politiker, MdR
- 1885: Otto Charlet, deutscher Ruderer
- 1885: Adriano Lualdi, italienischer Komponist, Dirigent, Musikpädagoge und -kritiker
- 1885: Eugen Fürst zu Oettingen-Wallerstein, deutscher Politiker
- 1887: Chico Marx, US-amerikanischer Schauspieler und Komiker
- 1887: Giacomo Rimini, US-amerikanischer Opernsänger und Musikpädagoge italienischer Herkunft
- 1890: Ewald von Kleist-Schmenzin, deutscher Politiker, Mitglied des Widerstands gegen Hitler
- 1891: Giovanni Bianconi, Schweizer Lehrer, Holzschnitzer und Heimatforscher
- 1891: Roland-Manuel, französischer Komponist und Musikkritiker
- 1892: Karel Poláček, tschechischer Schriftsteller und Journalist
- 1893: Abbas Mirsa Scharifsade, aserbaidschanischer Schauspieler und Regisseur
- 1894: Germaine Lebel, kanadische Sängerin
- 1894: Osvaldo Licini, italienischer Maler
- 1896: Pierre Jeanneret, Schweizer Architekt
- 1896: He Long, chinesischer Armeeführer und Politiker
- 1897: Ferruccio Novo, italienischer Fußballtrainer und -funktionär
- 1898: Franz Hoffmeister, deutscher Priester, Begründer des Sauerländer Heimatbundes und der Festspiele Balver Höhle
- 1898: Dora Puelma, chilenische Malerin

### 20. Jahrhundert

#### 1901–1925
- 1901: Harold John Finlay, neuseeländischer Paläontologe und Malakologe
- 1901: Oliver Strunk, US-amerikanischer Musikwissenschaftler und -pädagoge
- 1902: Friedrich Bayer, österreichischer Komponist, Musikwissenschaftler und Musikkritiker
- 1902: Johannes Andreas Brinkman, niederländischer Architekt
- 1902: Slavomir Condanari-Michler, österreichischer Rechtswissenschaftler
- 1902: John Isak Lund, grönländischer Landesrat
- 1902: Madeleine Milhaud, französische Librettistin, Schauspielerin und Autorin
- 1902: Ferdinand Sigg, Schweizer Geistlicher
- 1903: Walter John Breckenridge, US-amerikanischer Zoologe, Ornithologe, Kurator und Museumsdirektor
- 1903: Robert Ganssen, deutscher Bodenkundler
- 1903: Hans Hessling, deutscher Schauspieler
- 1903: Wolfgang Kähler, deutscher Seeoffizier
- 1903: Jochen Klepper, deutscher Journalist, Schriftsteller und Liederdichter
- 1904: Jack Z. Anderson, US-amerikanischer Politiker
- 1904: Peter Pewas, deutscher Filmregisseur und Werbegraphiker
- 1904: Hans Reschke, deutscher Jurist und Politiker
- 1904: Nikolai Borissowitsch Sokolow, sowjetischer Architekt und Stadtplaner
- 1904: Max Wildi, Schweizer Anglist und Hochschullehrer
- 1904: Almar von Wistinghausen, baltisch-deutscher Diplomlandwirt
- 1905: Heinrich Lebensaft, österreichischer Fußballtorhüter
- 1905: Friedrich Lorent, deutscher Wirtschaftsfunktionär, einer der Verantwortlichen für das nationalsozialistische „Euthanasie“-Programm
- 1905: Carlo Alberto Pizzini, italienischer Komponist und Dirigent
- 1906: Ludwig Abenthum, deutscher Landrat
- 1906: Frederic Bohnenblust, schweizerisch-US-amerikanischer Mathematiker
- 1906: Marcel Hastir, belgischer Maler, Widerstandskämpfer gegen den deutschen Nationalsozialismus
- 1906: Gerhard Kramer, deutscher Diplomat und Kommunalpolitiker
- 1906: Ernest Libérati, französischer Fußballspieler
- 1906: Guglielmo Segato, italienischer Radrennfahrer
- 1906: Ferenc „Feri“ Varga, ungarisch-französischer Maler, Graphiker und Bildhauer
- 1907: Roger Blin, französischer Schauspieler und Theaterregisseur

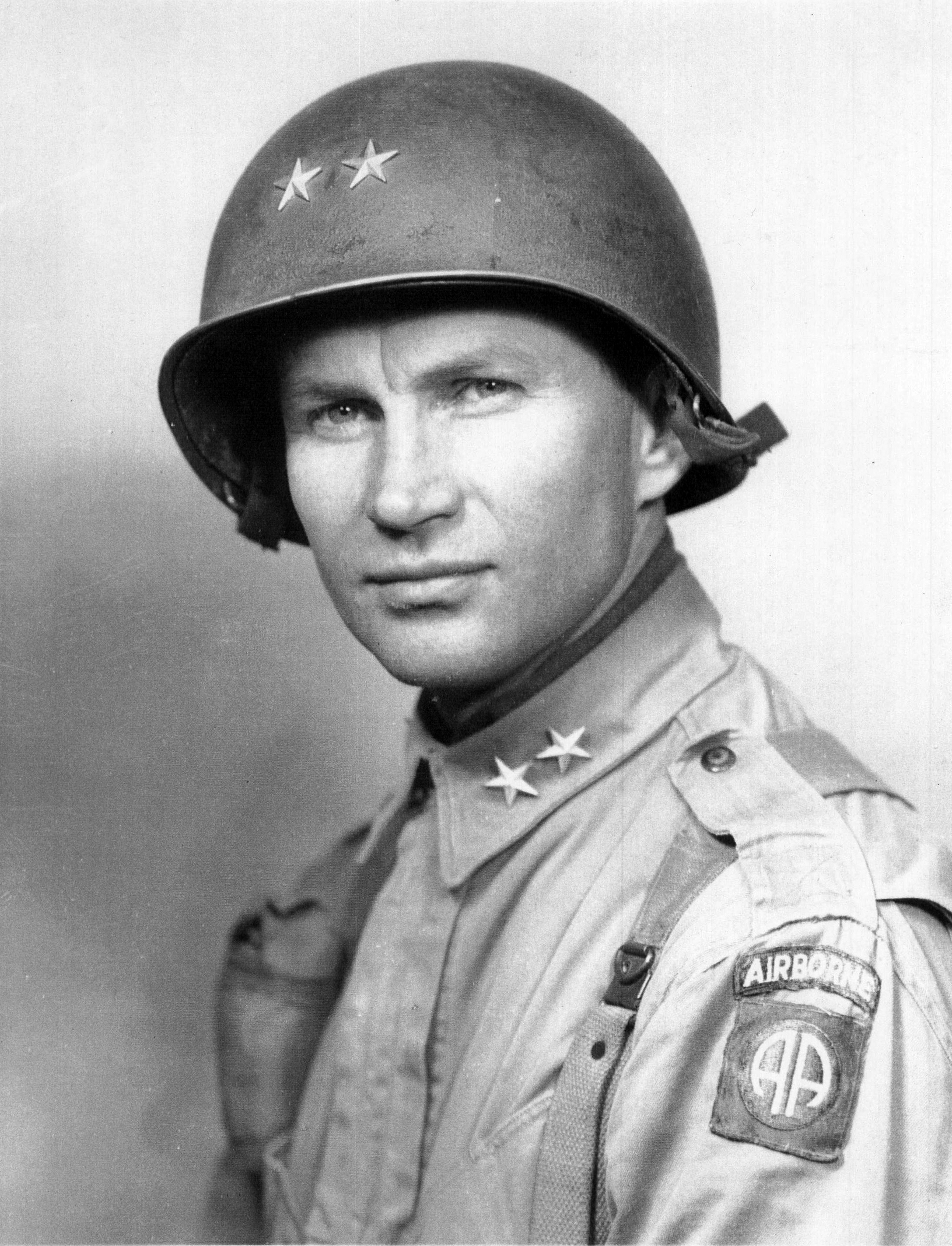
James M. Gavin (* 1907)

- 1907: James M. Gavin, US-amerikanischer Generalleutnant
- 1907: Lúcia dos Santos, Zeugin einer angeblichen Marienerscheinung
- 1907: Oskar Rudolf Schlag, deutsches Medium, Psychotherapeut, Schriftsteller
- 1907: Heinrich Emil Weber, Schweizer Elektroingenieur und Hochschullehrer
- 1908: Friedrich Aichberger, deutscher Jurist
- 1908: Jack Crawford, australischer Tennisspieler
- 1908: Albrecht Goes, deutscher Schriftsteller und protestantischer Theologe
- 1909: Nathan Rosen, US-amerikanisch-israelischer Physiker
- 1909: Bienvenido Troncoso, dominikanischer Sänger, Gitarrist und Komponist
- 1910: Heinz Heyne, deutscher Arzt und Politiker
- 1910: Johannes Ferdinand Keiter, deutscher Handballspieler
- 1910: Herbert Rudley, US-amerikanischer Schauspieler

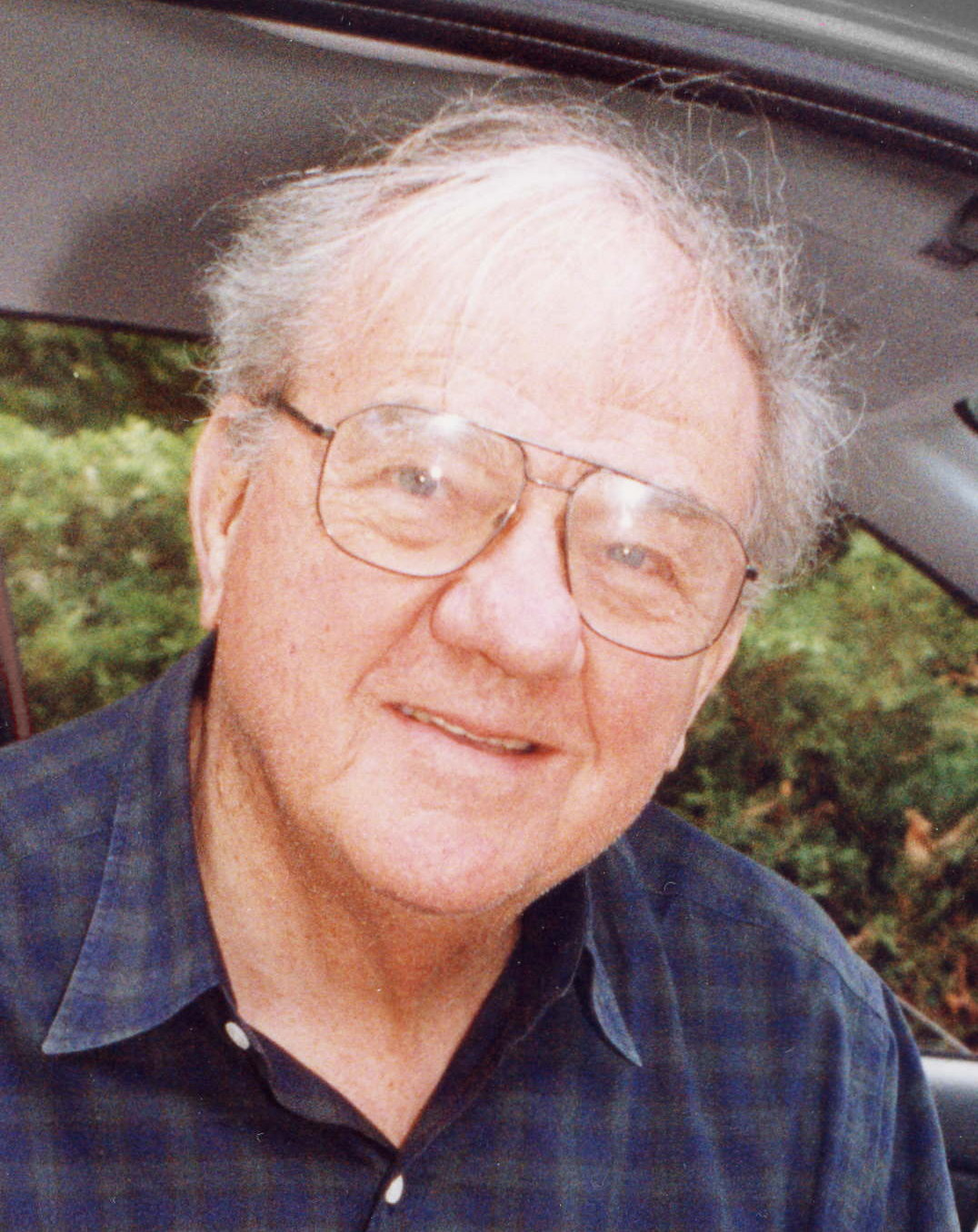
Karl Malden (* 1912)

- 1912: Karl Malden, US-amerikanischer Schauspieler
- 1912: Agnes Martin, US-amerikanische Künstlerin
- 1912: Martha Mödl, deutsche Opernsängerin (Sopran)
- 1913: Sabiha Gökçen, erste Kampfpilotin der Welt
- 1913: George Svendsen, US-amerikanischer American-Football-Spieler

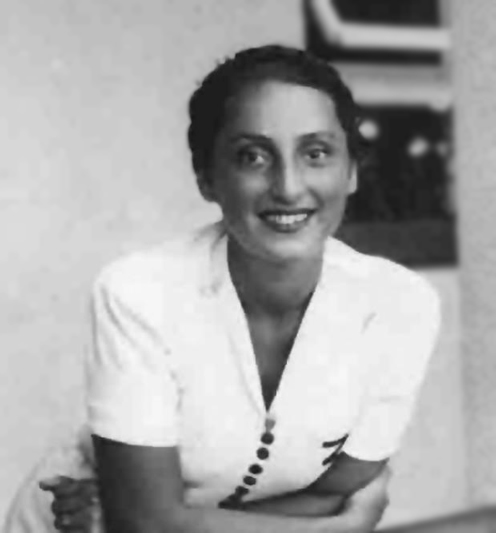
Zuzanna Ginczanka (* 1917)

- 1917: Zuzanna Ginczanka, polnische Lyrikerin, Opfer des Holocaust
- 1918: Cheddi Jagan, Politiker aus Guyana
- 1918: Gotfrid Köchert, österreichischer Automobilrennfahrer
- 1918: Tauno Pylkkänen, finnischer Komponist
- 1920: Rudolf Bohren, Schweizer Theologe
- 1920: Werner Klemperer, deutsch-US-amerikanischer Schauspieler und Musiker
- 1920: Ludvík Kundera, tschechischer Schriftsteller
- 1920: Helmut Winschermann, deutscher Oboist, Hochschullehrer und Dirigent
- 1921: Johnny Bruck, deutscher Zeichner und Photolithograph
- 1921: Nino Manfredi, italienischer Schauspieler
- 1921: Wolfgang Schwenke, deutscher Zoologe, Entomologe und Forstwissenschaftler
- 1922: Farrochru Parsa, iranische Ministerin, Pädagogin und Ärztin
- 1923: David L. Hoggan, US-amerikanischer Historiker und Geschichtsrevisionist
- 1923: Käte Jaenicke, deutsche Schauspielerin
- 1923: Marcel Marceau, französischer Pantomime
- 1923: Walter Mattheis, deutscher Fußballtorhüter
- 1924: Paul Fussell, US-amerikanischer Kulturhistoriker und Literaturkritiker
- 1924: Werner Juza, deutscher Maler, Zeichner und Grafiker
- 1924: Al Neuharth, US-amerikanischer Manager
- 1925: Wolfgang Bächler, deutscher Schriftsteller

#### 1926–1950
- 1926: Christa Löser, deutsche Schauspielerin

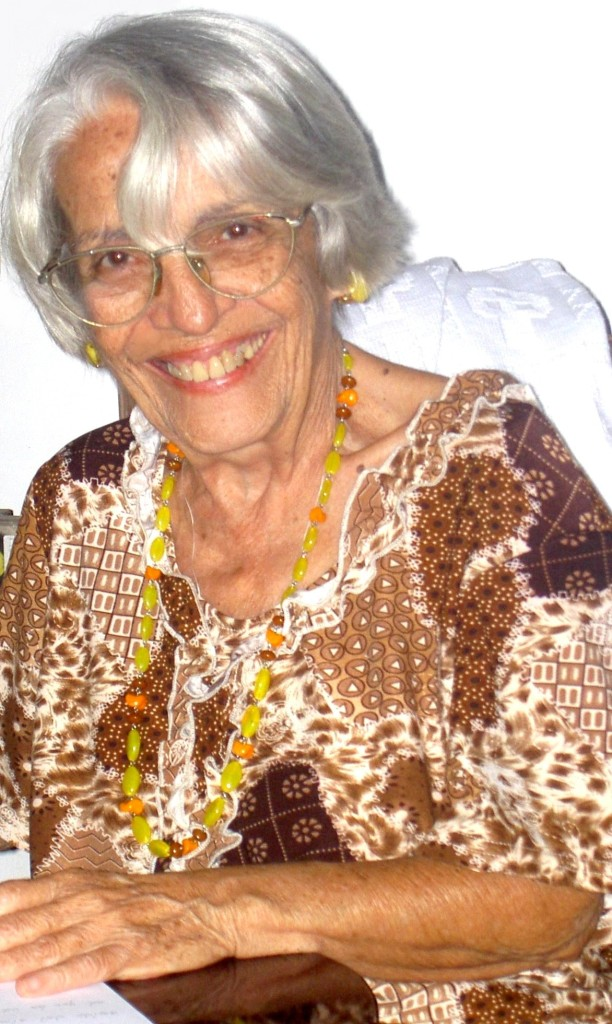
Clara (Cuqui) Nicola (* 1926)

- 1926: Clara (Cuqui) Nicola, kubanische klassische Gitarristin und Professorin
- 1927: Henning Rischbieter, deutscher Theaterkritiker

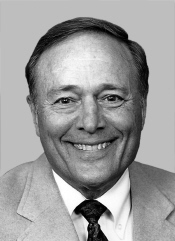
William Reynolds Archer (* 1928)

- 1928: William Reynolds Archer jr., US-amerikanischer Politiker
- 1928: Ed Macauley, US-amerikanischer Basketballspieler
- 1929: P. Ramlee, malaysischer Schauspieler
- 1929: Fred Anderson, US-amerikanischer Jazzmusiker
- 1929: Sergio Cervato, italienischer Fußballspieler
- 1929: Yayoi Kusama, japanische Künstlerin
- 1929: Pete McArdle, US-amerikanischer Langstreckenläufer
- 1930: Lynden O. Pindling, Premierminister der Bahamas
- 1930: Pat Robertson, US-amerikanischer Fernsehprediger
- 1930: Stephen Sondheim, US-amerikanischer Musicalkomponist und -texter
- 1931: Burton Richter, US-amerikanischer Physiker, Nobelpreisträger
- 1931: William Shatner, kanadischer Schauspieler und Autor
- 1932: Billy Hagan, Unternehmer, Automobilrennfahrer und -rennstallbesitzer
- 1933: Abolhassan Banisadr, iranischer Präsident
- 1933: Eveline Hasler, Schweizer Schriftstellerin
- 1933: Michel Hidalgo, französischer Fußballspieler und -trainer
- 1933: Florian Kuntner, österreichischer Priester, Weihbischof von Wien
- 1934: Bola Ajibola, nigerianischer Jurist
- 1934: Ekkehart Krippendorff, deutscher Politikwissenschaftler
- 1935: Lea Pericoli, italienische Tennisspielerin
- 1936: Hans Burghart, deutscher Arzt
- 1936: Roger Whittaker, britischer Sänger und Liedermacher
- 1937: Angelo Badalamenti, italienischer Komponist
- 1937: Winfried Böhm, deutscher Professor für Pädagogik
- 1937: Armin Hary, deutscher Leichtathlet, Olympiasieger
- 1937: Jon Hassell, US-amerikanischer Trompeter und Komponist
- 1937: Emerich Jenei, rumänischer Fußballspieler und -trainer
- 1937: Peter Tonger, deutscher Musikverleger, Chorleiter und Rezitator
- 1937: Peter Vogel, deutscher Schauspieler
- 1939: Alice Miller, US-amerikanische Politikerin
- 1939: Dietz-Rüdiger Moser, deutscher Volkskundler
- 1939: Klaus Prüsse, deutscher Handballtorwart

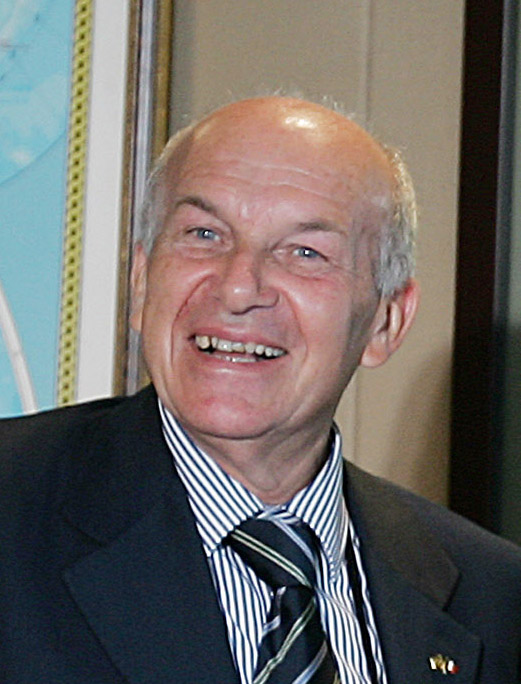
Fausto Bertinotti (* 1940)

- 1940: Fausto Bertinotti, italienischer Politiker
- 1940: Hanspeter Danuser, Schweizer Historiker und Drehbuchautor
- 1940: Hans Geisler, deutscher Politiker
- 1940: Gayle Griffith, US-amerikanischer Country- und Rockabilly-Musiker
- 1940: Fritz Indra, österreichischer Diplom-Ingenieur und Honorarprofessor für Verbrennungsmaschinen
- 1940: Jim Simon, US-amerikanischer American-Football-Spieler
- 1940: Masahiko Togashi, japanischer Jazz-Schlagzeuger
- 1941: Bruno Ganz, Schweizer Schauspieler
- 1942: Bernd Herzsprung, deutscher Schauspieler
- 1942: Gerhard Stratthaus, deutscher Politiker
- 1943: Catherine Bandle, Schweizer Mathematikerin
- 1943: George Benson, US-amerikanischer Jazz-Gitarrist und Sänger
- 1943: Keith Relf, britischer Musiker
- 1943: Joseph Schwantner, US-amerikanischer Komponist
- 1944: Tony McPhee, britischer Blues-Gitarrist und Sänger
- 1945: Jorge Ben Jor, brasilianischer Popmusiker
- 1945: Manfred Frank, deutscher Philosoph und Professor
- 1945: Paul Schockemöhle, deutscher Springreiter
- 1945: Pedro Warnke, deutscher Grafikdesigner
- 1946: Pino Gasparini, Schweizer Sänger und Entertainer

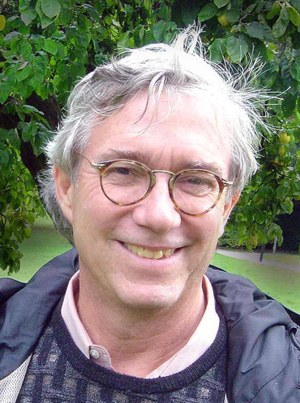
Rudy Rucker (* 1946)

- 1946: Rudy Rucker, US-amerikanischer Schriftsteller und Informatiker
- 1946: Harry Vanda, australischer Musikproduzent
- 1947: Aleida Assmann, Anglistin, Ägyptologin und Literatur- und Kulturwissenschaftlerin
- 1947: André Heller, österreichischer Liedermacher und Poet
- 1947: Jelena Hoffmann, deutsche Politikerin, MdB
- 1947: Wolfgang Mayrhuber, deutscher Vorstandsvorsitzender der Deutschen Lufthansa AG
- 1948: Wolf Blitzer, US-amerikanischer Journalist
- 1948: Bernard Dietz, deutscher Fußballspieler
- 1948: Andrew Lloyd Webber, britischer Musiker und Komponist
- 1948: Per Stureson, schwedischer Automobilrennfahrer

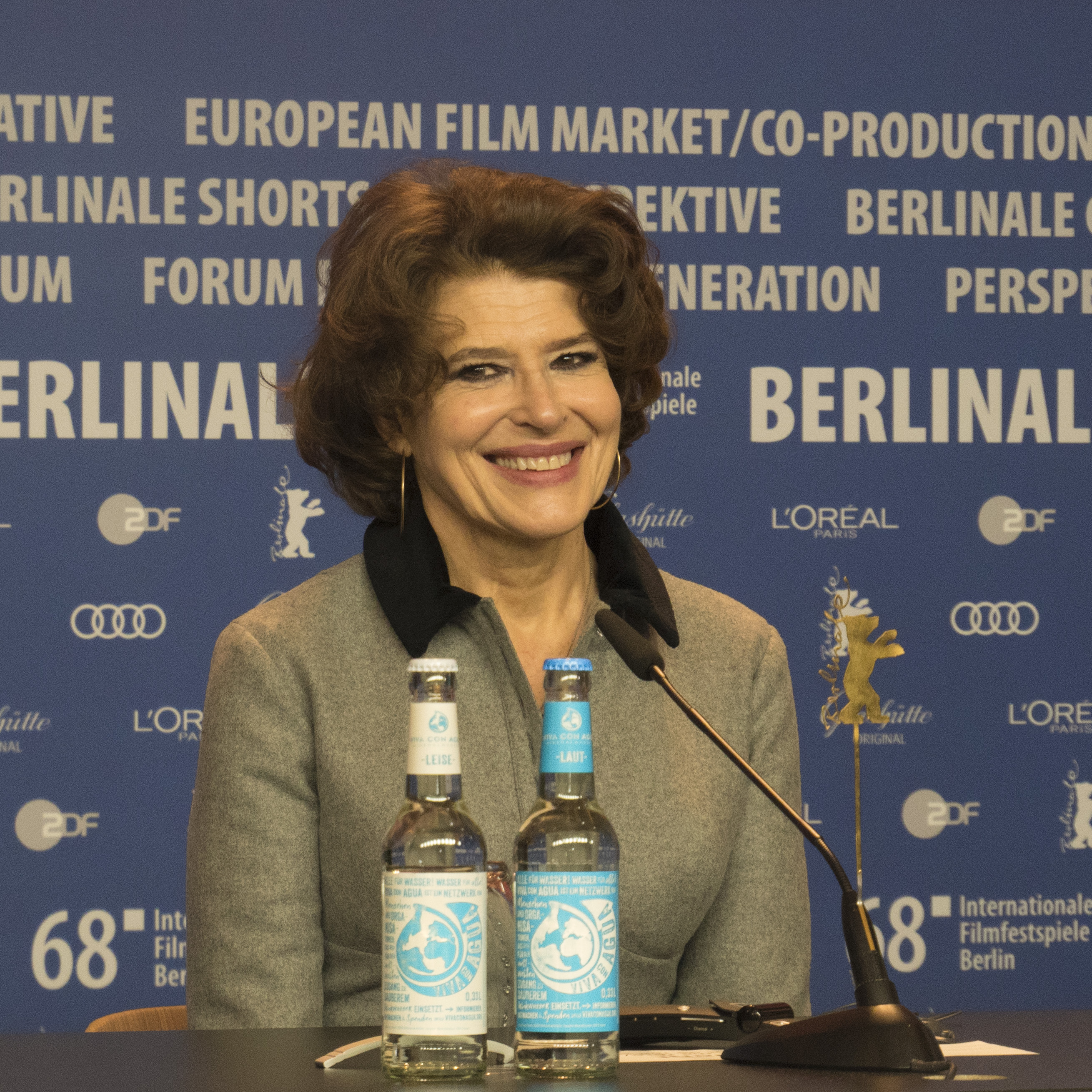
Fanny Ardant (1949)

- 1949: Fanny Ardant, französische Schauspielerin
- 1949: Klavdija Koženkova, sowjetische Ruderin
- 1949ː Brigitte Peters, deutsche Schauspielerin
- 1949: John Toshack, walisischer Fußballspieler und -trainer
- 1950: Hugo Egon Balder, deutscher Schauspieler und Kabarettist
- 1950: Pieke Biermann, deutsche Krimi-Schriftstellerin und Übersetzerin
- 1950: Goran Bregović, bosnischer Musiker
- 1950: Ryszard Kubiak, polnischer Ruderer
- 1950: Herman Weigel, deutscher Film-Produzent und Drehbuchautor

#### 1951–1975
- 1951: Zalmay Khalilzad, US-amerikanischer Diplomat
- 1951: Sigrid Nunez, US-amerikanische Schriftstellerin
- 1952: Eberhard Helm, deutscher Mittelstreckenläufer
- 1952: Franz-Peter Hermann, deutscher Fußballspieler und -trainer
- 1952: Stephen Anthony Smith, britischer Historiker
- 1953: Thomas Hiram Andrews, US-amerikanischer Politiker
- 1953: Dagmar Veškrnová-Havlová, tschechische Schauspielerin
- 1953: Susan Morton Blaustein, US-amerikanische Komponistin und Musikpädagogin
- 1953: Wladimir Trofimenko, russischer Leichtathlet

Ute Schäfer (* 1954)

- 1954: Ute Schäfer, deutsche Politikerin, MdL, Landesministerin
- 1955: Martin Hoffmann, deutscher Fußballspieler und -trainer
- 1955: Doris Kresimon, deutsche Fußballspielerin
- 1955: Lena Olin, schwedische Schauspielerin
- 1955: Andreas Rudolph, deutscher Unternehmer, Handballfunktionär und Handballspieler
- 1955: Pete Sessions, US-amerikanischer Politiker
- 1956: Ilana Kloss, südafrikanische Tennisspielerin
- 1956: Maria Teresa, Großherzogin von Luxemburg
- 1957: Jean-Luc Blanchemain, französischer Automobilrennfahrer
- 1957: Jacek Kaczmarski, polnischer Liedermacher
- 1958: Werner Gregoritsch, österreichischer Fußballspieler und -trainer
- 1958: Janez Potočnik, slowenischer Politiker und EU-Kommissar
- 1958: Claudia Sprenger, liechtensteinische Skilangläuferin
- 1958: Guilherme de Aguiar Patriota, brasilianischer Diplomat
- 1959: Bernd Asmus, deutscher Komponist und Hochschuldozent
- 1959: Stefan Maskiewicz, deutscher Künstler
- 1959: Matthew Modine, US-amerikanischer Schauspieler
- 1960: Annette Ramelsberger, deutsche Journalistin
- 1960: Hermann Weinbuch, deutscher Nordischer Kombinierer und Trainer
- 1961: Ingolf Roßberg, deutscher Politiker, Oberbürgermeister von Dresden
- 1961: Seken Turysbekow, kasachischer Musiker und Komponist
- 1962: Juan Aguilera, spanischer Tennisspieler
- 1962: Katarzyna Figura, polnische Schauspielerin

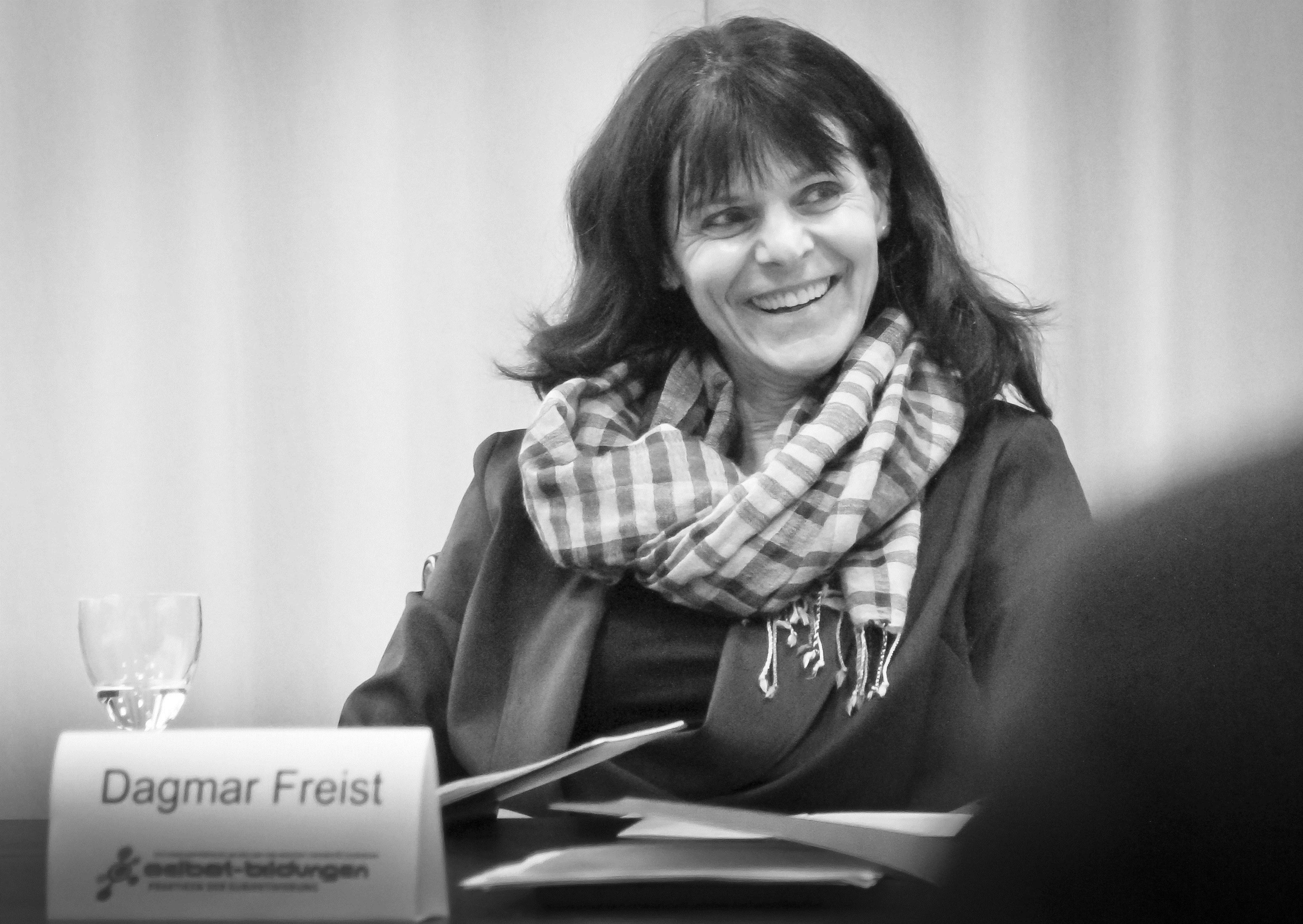
Dagmar Freist (* 1962)

- 1962: Dagmar Freist, deutsche Historikerin
- 1963: Giuseppe Galderisi, italienischer Fußballspieler
- 1963: Anni Kronbichler, österreichische Skirennläuferin
- 1964: Helmut Fleischer, deutscher Fußballschiedsrichter
- 1964: Michael Hesemann, deutscher Historiker, Autor und Dokumentarfilmer
- 1964: Achim Köhler, deutscher Politiker
- 1964: Martin Lindner, deutscher Jurist und Politiker
- 1964: Eugene O’Brien, britischer Automobilrennfahrer
- 1964: Nicholas Patrick, US-amerikanischer Astronaut
- 1964: Tristan Schulze, deutscher Musiker und Filmkomponist
- 1964: Tom Wolf, deutscher Literaturwissenschaftler und Schriftsteller
- 1965: Stefan Glowacz, deutscher Bergsteiger, Extrem-Kletterer
- 1065ː Nathalie de Vries, niederländische Architektin und Hochschullehrerin
- 1966: Diana Borgwardt, deutsche Synchronsprecherin
- 1966: Katharina Gutensohn, österreichisch-deutsche Ski-Rennläuferin
- 1967: Bibi Appel, deutscher Eishockeytorwart
- 1967: Mario Cipollini, italienischer Radrennfahrer
- 1967: Stefan-Ludwig Hoffmann, deutscher Historiker
- 1967: Jan Udo Holey, deutscher Autor
- 1967: Elmar Schaubs, deutscher Politiker und Landrat
- 1968: Øystein Aarseth, norwegischer Black-Metal-Gitarrist
- 1968: Arve Henriksen, norwegischer Jazzmusiker
- 1969: Markus Brunnermeier, deutscher Volkswirt
- 1969: Andreas Pietschmann, deutscher Schauspieler
- 1970: Andreas Johnson, schwedischer Pop- und Rocksänger

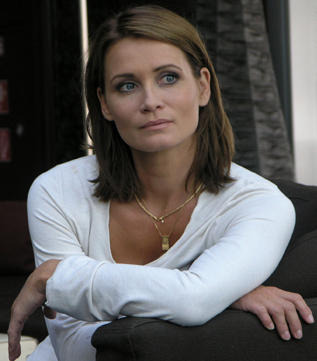
Anja Kling (* 1970)

- 1970: Anja Kling, deutsche Schauspielerin
- 1970: Hwang Young-cho, koreanischer Marathonläufer
- 1970: Leontien Zijlaard-van Moorsel, niederländische Radrennfahrerin, Olympiasiegerin
- 1971: Desirée Bjerke Andersen, norwegische Skeletonpilotin
- 1971: Peter Frankopan, britischer Historiker und Byzantinist
- 1971: Steven James Hewitt, britischer Schlagzeuger
- 1971: Iben Hjejle, dänische Schauspielerin
- 1971: Keegan-Michael Key, US-amerikanischer Komiker, Schauspieler und Drehbuchautor
- 1971: Giulia Lacedelli, italienische Curlerin
- 1971: Will Yun Lee, US-amerikanischer Schauspieler
- 1971: Tim Mälzer, deutscher Koch, Fernsehmoderator, Unternehmer und Autor
- 1971: Kathrin Schlass, deutsche Journalistin und Moderatorin
- 1971: Christine Stienemeier, deutsche Schauspielerin
- 1972: Beverley Knight, britische R&B- und Soul-Sängerin
- 1972: Cory Lidle, US-amerikanischer Baseballspieler
- 1972: Elvis Stojko, kanadischer Eiskunstläufer
- 1973: Andy Capicik, kanadischer Freestyle-Skier
- 1974: Philippe Clement, belgischer Fußballspieler
- 1974: Lucimar Aparecida de Moura, brasilianische Sprinterin
- 1974: Elisabeth von Koch, deutsche Schauspielerin und Sprecherin
- 1974: Tone, deutscher Rapper
- 1975: Guillermo Díaz, US-amerikanischer Filmschauspieler
- 1975: Anne Louise Dudek, US-amerikanische Schauspielerin
- 1975: Cole Kenneth Hauser, US-amerikanischer Schauspieler
- 1975: Marcel Rolf Hoffmann, deutscher Schauspieler und Sänger
- 1975: Jiří Novák, tschechischer Tennisspieler
- 1975: Adrian Stern, Schweizer Sänger und Songschreiber

#### 1976–2000
- 1976: Zoli Ádok, ungarischer Sänger, Schauspieler und Tänzer
- 1976: Sven Butenschön, deutscher Eishockeyspieler
- 1976: Kellie Shanygne Williams, US-amerikanische Schauspielerin

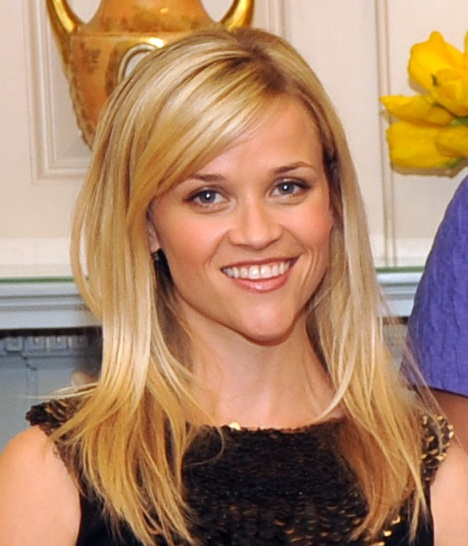
Reese Witherspoon (* 1976)

- 1976: Reese Witherspoon, US-amerikanische Schauspielerin
- 1977: Ambrosi Hoffmann, Schweizer Skirennfahrer
- 1977: John Otto, US-amerikanischer Rockmusiker
- 1978: Daniel Unger, deutscher Triathlet
- 1978: Heinz Winckler, südafrikanischer Sänger
- 1979: Sandra Ahrabian, deutsche Moderatorin
- 1979: Silvano Beltrametti, Schweizer Skirennfahrer
- 1979: Aldo Duscher, argentinischer Fußballspieler
- 1980: Alexander Milo, deutsch-serbischer Schauspieler
- 1980: Sebastian Schoof, deutscher Fußballspieler
- 1981: Michał Bąkiewicz, polnischer Volleyballspieler
- 1981: Stephan Kling, deutscher Fußballspieler
- 1981: Imre Szabics, ungarischer Fußballspieler

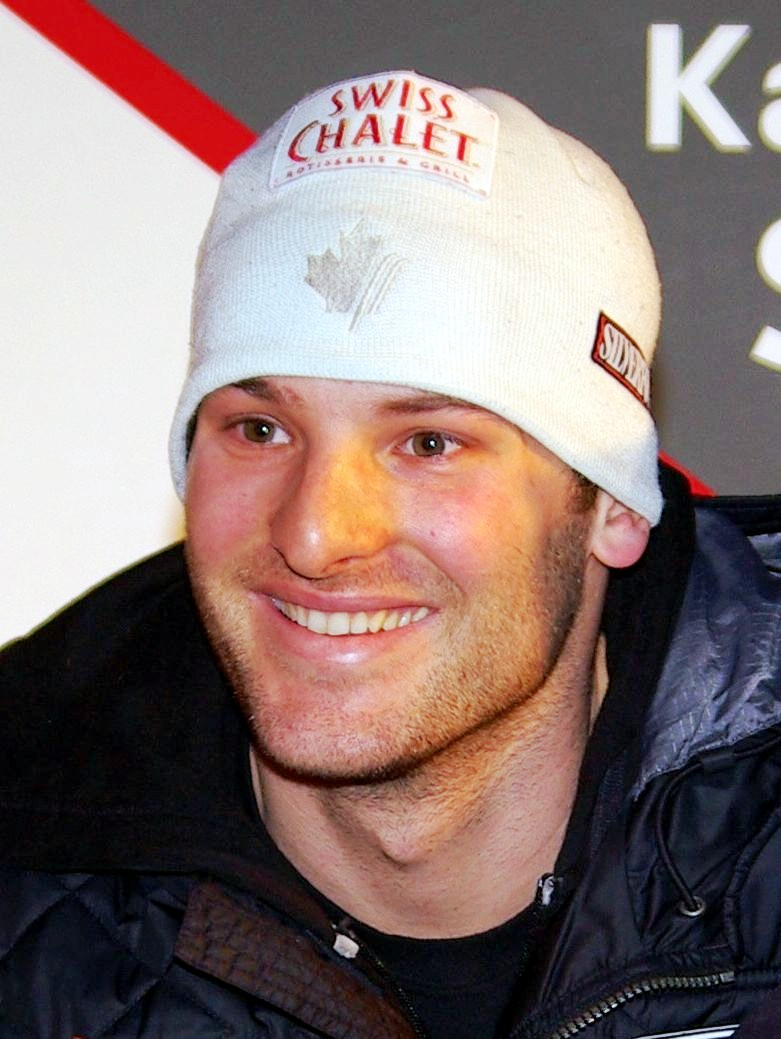
Michael Janyk (* 1982)

- 1982: Michael Janyk, kanadischer Skirennläufer
- 1982: Inácio Piá, brasilianisch-italienischer Fußballspieler
- 1982: Morteza Tavakoli, österreichischer Schauspieler
- 1983: André Pollmächer, deutscher Leichtathlet
- 1984: Laura Laß, deutsche Schauspielerin
- 1984: Piotr Trochowski, deutscher Fußballspieler
- 1985: Mohammad al-Anbar, saudi-arabischer Fußballspieler
- 1985: Lizzie Brocheré, französische Schauspielerin
- 1985: Mike Jenkins, US-amerikanischer American-Football-Spieler
- 1985: Nadseja Skardsina, weißrussische Biathletin
- 1986: Daryl Gurney, nordirischer Dartsprofi
- 1986: Kamila Lićwinko, polnische Leichtathletin
- 1987: Andreas Haider-Maurer, österreichischer Tennisspieler
- 1988: Tania Raymonde, US-amerikanische Schauspielerin
- 1988: Tobias Sippel, deutscher Fußballspieler
- 1988: Geoffrey Soupe, französischer Radrennfahrer
- 1989: Jimmy Durmaz, schwedischer Fußballspieler
- 1989: Jelle Vossen, belgischer Fußballspieler
- 1989: Patrick Wiencek, deutscher Handballspieler
- 1990: Lisa Mitchell, australische Singer-Songwriterin
- 1990: Steven Noster, deutscher Dartspieler
- 1990: Wang Fei, chinesische Fußballspielerin
- 1990: Daniel Zampieri, italienischer Automobilrennfahrer
- 1991: Michael Edlinger, österreichischer Schauspieler
- 1991: Roberto Merhi, spanischer Automobilrennfahrer
- 1991: Roland Putsche, österreichischer Fußballspieler
- 1992: Jessie Andrews, US-amerikanische Pornodarstellerin
- 1993: Andrea Ellenberger, Schweizer Skirennfahrerin
- 1994: Luise von Finckh, deutsche Schauspielerin
- 1994: Armin Frauscher, österreichischer Rennrodler
- 1995: Ian Gut, Schweizer und liechtensteinischer Skirennfahrer
- 1995: Lukas Karlsch, deutscher Schauspieler
- 1996: Lea Freund, deutsche Schauspielerin
- 1996: Callum Goffin, walisischer Dartspieler
- 1996: Lxandra, finnische Sängerin
- 1997: Alex Meret, italienischer Fußballtorwart
- 1998: Alexander Donchenko, deutscher Schachspieler
- 1999: Alec Dixon, britischer Telemarker
- 1999: Luca Schuler, deutscher Fußballspieler
- 1999: Mick Schumacher, deutscher Automobilrennfahrer
- 1999: Marcus Tavernier, englischer Fußballspieler
- 2000: Anna Ermakova, britisches Model

### 21. Jahrhundert

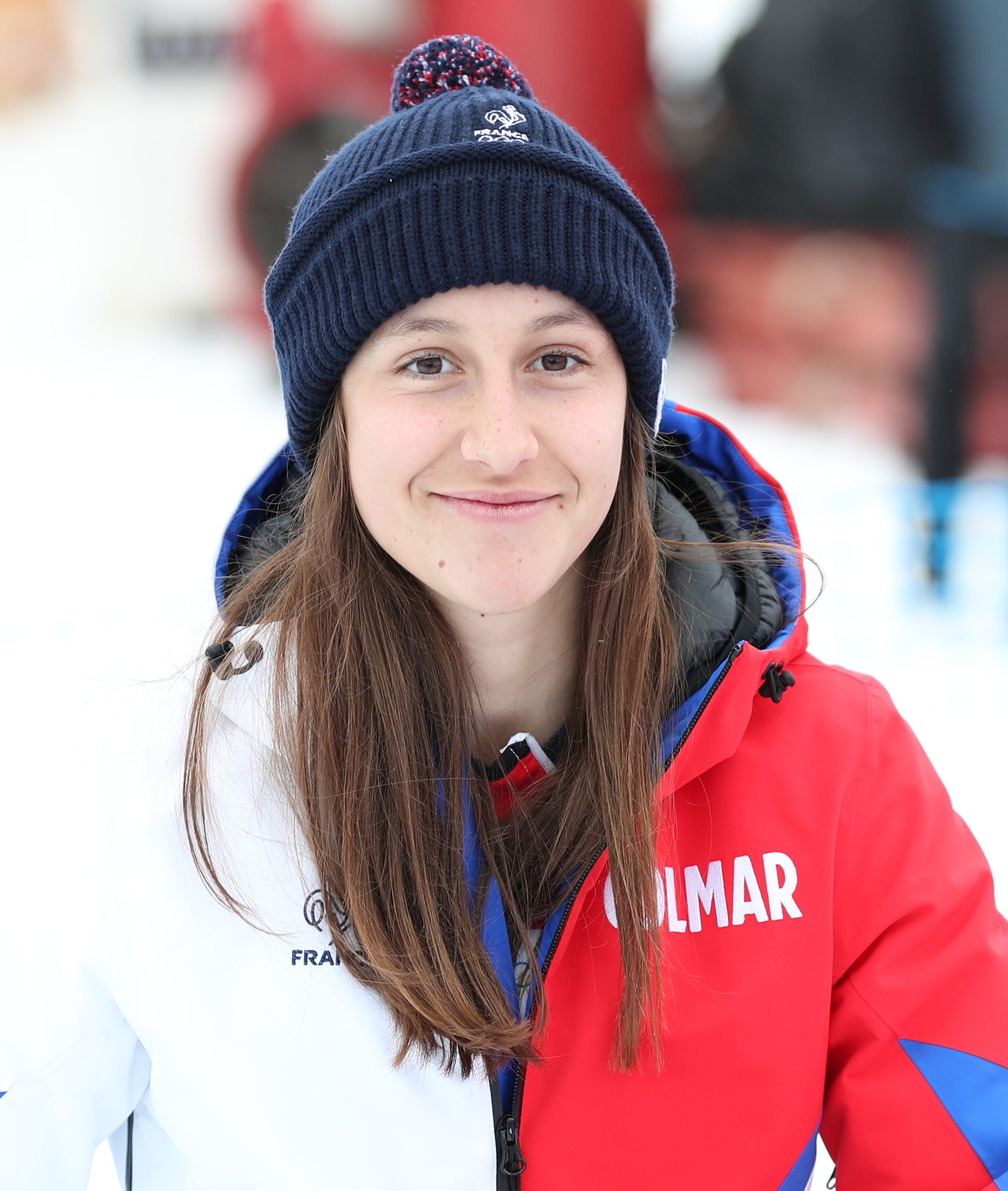
Caitlin McFarlane (* 2002)

- 2002: Kayla Hepler, Schwimmerin von den Marshallinseln
- 2002: Caitlin McFarlane, französische Skirennläuferin
- 2003: Sergio García, spanischer Motorradrennfahrer

## Gestorben

### Vor dem 16. Jahrhundert
- 0384: Lea von Rom, Heilige der katholischen Kirche („Mutter der Jungfrauen“, „Schutzheilige der Witwen“)
- 1018: Ali ibn Hammud an-Nasir, Kalif von Córdoba
- 1081: Boleslaw II., König von Polen
- 1085: Walter de Lacy, normannischer Adliger
- 1090: García, König von Galicien
- 1127: Heinrich von Alt-Lübeck, abodritischer Samtherrscher
- 1144: William von Norwich, angebliches Ritualmordopfer
- 1201: Jaroslaw, Herzog von Oppeln und Bischof von Breslau
- 1309: Lukardis von Oberweimar, deutsche Zisterzienserin und Mystikerin
- 1322: Thomas Plantagenet, 2. Earl of Lancaster, englischer Magnat und Rebell
- 1341: Friedrich von Pernstein, Erzbischof von Riga
- 1418: Dietrich von Nieheim, deutscher Historiker
- 1421: John Grey, Graf von Tancarville, englischer Adeliger, Militär und Diplomat
- 1421: Thomas of Lancaster, englischer Adliger, 1. Herzog von Clarence, Prinz des englischen Königshauses
- 1435: Nikolaus Magni von Jauer, deutscher Theologe und Universitätsrektor
- 1437: Johann III. von Diepholz, Bischof von Osnabrück
- 1454: John Kemp, Lordkanzler und Erzbischof von Canterbury
- 1458: Antoine, Graf von Vaudémont und Herr von Joinville
- 1465: Ludovico Trevisan, Patriarch von Aquileia und Camerlengo (Kardinalkämmerer) der Heiligen Römischen Kirche
- 1471: Georg von Podiebrad, König von Böhmen

### 16. bis 18. Jahrhundert
- 1540: Hans Kohlhase, brandenburgischer Kaufmann
- 1544: Johannes Magnus, schwedischer Geistlicher und Erzbischof von Uppsala
- 1550: Stephan Wild, deutscher Mediziner
- 1551: Ulrich von Regenstein, Regent der Grafschaften Regenstein und Blankenburg
- 1561: Georg IV. Fuchs von Rügheim, Fürstbischof von Bamberg
- 1572: Katharina von Pfalz-Simmern, Äbtissin im Kloster Kumbd
- 1574: Benedictus Aretius, schweizerischer Theologe, Botaniker, Pädagoge, Geograph und Reformator
- 1582: Daniel Brendel von Homburg, Erzbischof und Kurfürst von Mainz
- 1582: Anna von Nassau-Saarbrücken, Äbtissin des Klosters Herbitzheim
- 1592: Johann VII., Herzog zu Mecklenburg-Schwerin
- 1602: Agostino Carracci, italienischer Maler und Kupferstecher
- 1619: Grete Minde, Justizopfer in Tangermünde
- 1627: Cornelis van Aerssen, niederländischer Staatsmann, Diplomat und Jurist
- 1638: Johann, erster Fürst von Hohenzollern-Sigmaringen
- 1645: Hans Caspar Lang der Ältere, Schweizer Glas-, Tafel- und Fassadenmaler sowie Buchillustrator
- 1656: Alexandre I. de Bournonville, französisch-niederländischer Militär und Diplomat in habsburgischen Diensten
- 1668: Charlotte de La Trémoille, französische Adelige, Duchess of Derby
- 1672: Ludmilla Elisabeth von Schwarzburg-Rudolstadt, deutsche Kirchenlieddichterin
- 1676: Cäcilie Zeitlose Wicht, deutsche Pfarrersgattin, Opfer der Hexenverfolgung in Idstein
- 1680: Raban von Canstein, kurbrandenburgischer Geheimrat und Hofkammerpräsident
- 1686: Johann Friedrich, Markgraf des Fürstentums Ansbach
- 1687: Jean-Baptiste Lully, italienisch-französischer Komponist
- 1688: Elisabeth von Hessen-Kassel, Äbtissin des Damenstifts Herford
- 1698: Johann Hartmann Misler, deutscher Theologe
- 1699: Peder Schumacher Griffenfeld, dänischer Staatsmann und Reichskanzler deutscher Herkunft
- 1705: Christian Heinrich Postel, deutscher Jurist, epischer Dichter und Librettist
- 1715: Raymundus Regondi, Abt von Stift Altenburg
- 1724: Joseph Bernhard, Erbprinz von Sachsen-Meiningen
- 1727: Francesco Gasparini, italienischer Komponist
- 1727: Mulai Ismail, Sultan der Alawiden-Dynastie in Marokko
- 1727: Johann Leonhard Rost, deutscher Schriftsteller und Astronom
- 1739: Georg Anton Machein, deutscher Bildhauer und Holzschnitzer
- 1746: Karl Sebastian Flacker, österreichisch-böhmischer Bildhauer
- 1754: Johann Heinrich Peters, deutscher Steinbildhauer
- 1758: Jonathan Edwards, US-amerikanischer Prediger
- 1761: Georg Litzel, deutscher Pastor, Professor in Jena, Kirchenliedforscher und Sprachgelehrter
- 1767: Johann Peter Süßmilch, deutscher Pfarrer und Statistiker
- 1771: Gottlieb Wilhelm Rabener, deutscher Schriftsteller und Publizist der Aufklärung
- 1772: John Canton, englischer Physiker
- 1780: Anna Maria Theresia von der Recke zu Steinfurt, Äbtissin im Stift Nottuln
- 1782: Joachim Martin Falbe, deutscher Bildhauer, Radierer und Zeichner
- 1783: Franz Leopold von Nádasdy, österreichischer Feldmarschall und Ban von Kroatien
- 1787: Charles de Fitz-James, Pair und Marschall von Frankreich
- 1792: Ture Johan Bielke, schwedischer Jurist und Verschwörer gegen König Gustav III.
- 1792: Johann Reindl, österreichischer Bildhauer

### 19. Jahrhundert
- 1820: Stephen Decatur junior, US-amerikanischer Marineoffizier
- 1823: Adam Kazimierz Czartoryski, polnischer Adeliger
- 1825: Jakob Aders, deutscher Politiker, Banker und Sozialreformer
- 1828: Pierre-Louis Agie, französisch-russischer Bildhauer, Gießer und Ziseleur
- 1828: Ludwig Choris, deutsch-russischer Maler, Zeichner, Lithograf und Forschungsreisender

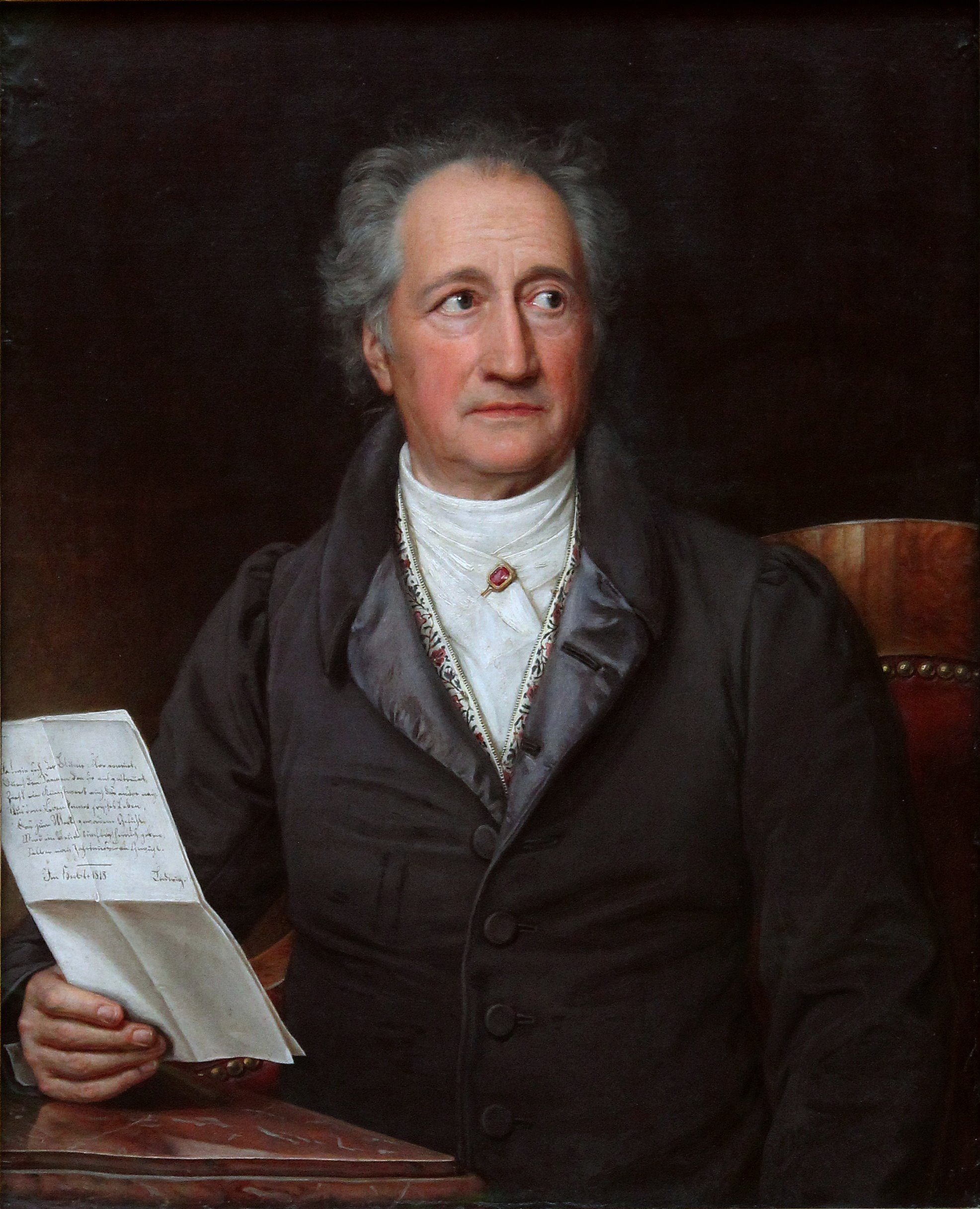
Johann Wolfgang von Goethe († 1832)

- 1832: Johann Wolfgang von Goethe, deutscher Dichter und Naturwissenschaftler
- 1837: Karl Christian von Mann genannt Tiechler, deutscher Jurist und Herausgeber
- 1844: William Carroll, US-amerikanischer Politiker
- 1841: Tokugawa Ienari, 11. Shōgun der Edo-Zeit in Japan
- 1844: Jean-Isaac-Samuel Cellérier, Schweizer evangelischer Geistlicher
- 1851: Isaac Hill, US-amerikanischer Politiker
- 1851: Göran Wahlenberg, schwedischer Botaniker
- 1852: Sir John Harvey, britischer General und Kolonialadministrator
- 1853: Jean Toussaint Arrighi de Casanova, Herzog von Padua, französischer General und Politiker
- 1861: Miguel Lerdo de Tejada, mexikanischer Politiker
- 1867: Dawid Ossipowitsch Bebutow, russischer General
- 1874: Richard Brenner, deutscher Afrikaforscher
- 1880: Anton von Stabel, badischer Regierungschef, Justiz- und Außenminister
- 1889: Stanley Matthews, US-amerikanischer Richter und Politiker
- 1889: Samson Vuilleumier, Schweizer evangelischer Geistlicher und Hochschullehrer
- 1890: Heinrich Studer, Schweizer Unternehmer, Bankmanager und Politiker

### 20. Jahrhundert

#### 1901–1950
- 1901: Carl Laeisz, deutscher Kaufmann und Reeder
- 1902: Josef Schantl, österreichischer Musiker; Hornist
- 1903: August Schreiber, deutscher Pfarrer und Missionar
- 1906: Martin Wegelius, finnischer Komponist und Musikpädagoge

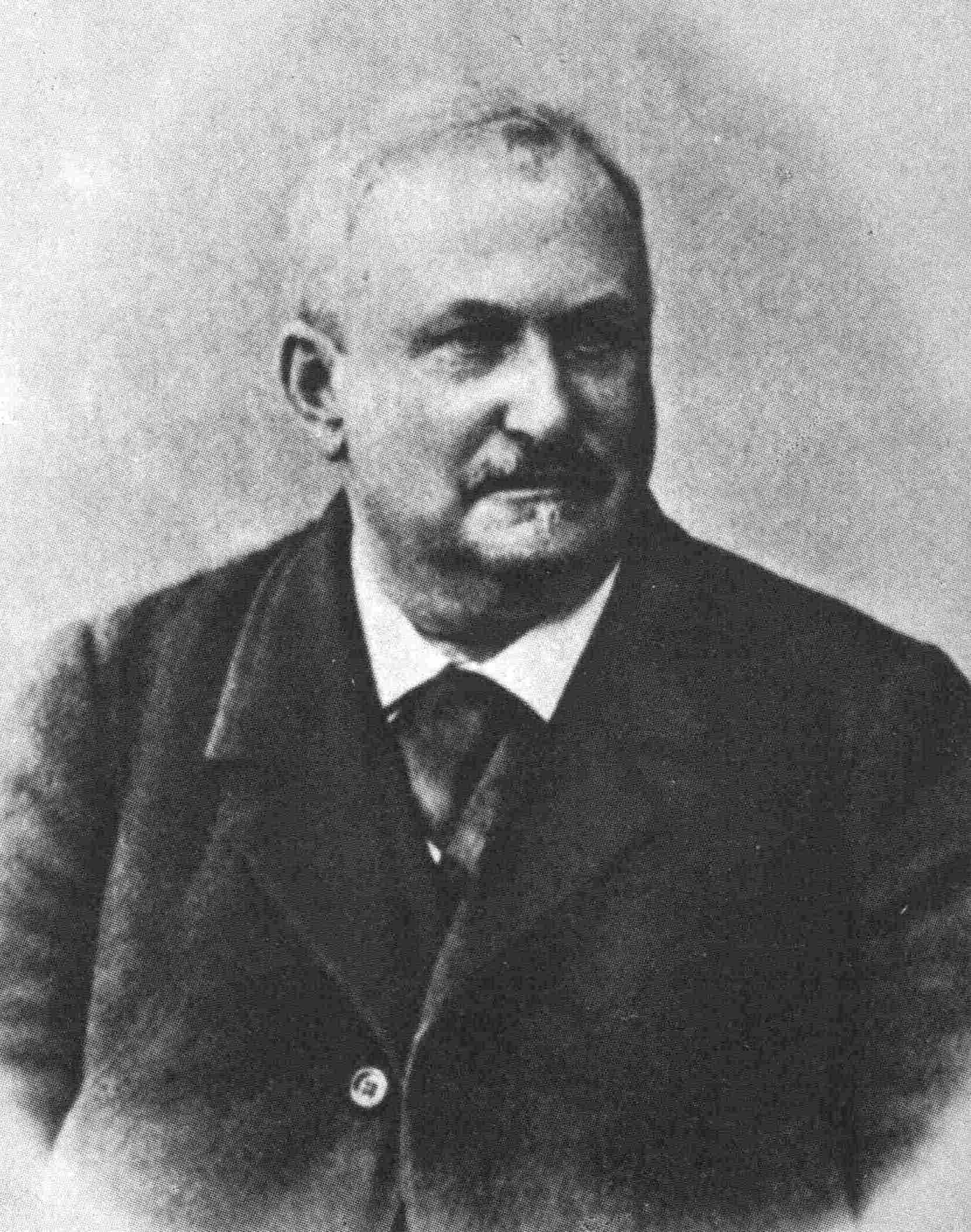
Friedrich Amelung († 1909)

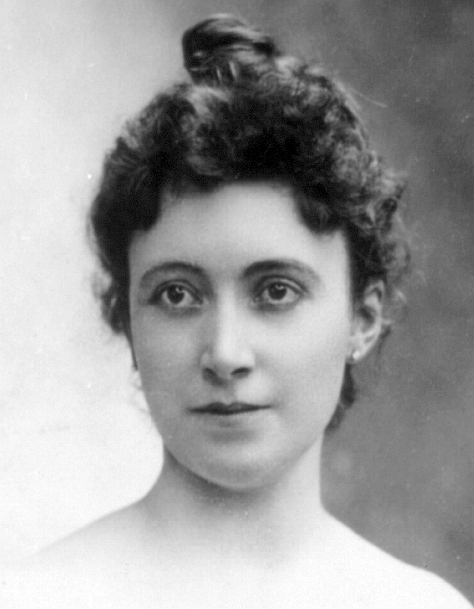
Marie Brema († 1925)

- 1909: Friedrich Amelung, baltischer Industrieller, Schachspieler und Publizist
- 1916: Ferdinand Fellner, österreichischer Architekt
- 1916: Fritz Schenck, deutscher Physiologe
- 1919: Konstantin Konstantinowitsch Arsenjew, russischer Publizist, Literaturwissenschaftler und Enzyklopädist
- 1920: Henri Gobbi, ungarischer Klavierprofessor und Komponist
- 1920: Mihael Lendovšek, slowenischer Schriftsteller und Theologe
- 1920: Nathan Zuntz, deutscher Mediziner
- 1924: Louis Delluc, französischer Filmemacher, Schriftsteller und Kritiker
- 1925ː Marie Brema, deutsch-englische Opernsängerin (Mezzosopran) und Theaterschauspielerin
- 1925: Julian Balthasar Marchlewski, deutscher Politiker und Mitgründer des Spartakusbundes
- 1929: Anton Beer-Walbrunn, deutscher Komponist
- 1930: Gastone Brilli-Peri, italienischer Rad-, Motorrad- und Automobilrennfahrer
- 1931: Hermann Kutter, evangelischer Theologe in der Schweiz
- 1934: Gustav H. Wolff, deutscher Bildhauer
- 1935: Alexander Moissi, österreichischer Schauspieler
- 1938: Hermann Schubert, deutscher Politiker
- 1942: Ernst Fabricius, deutscher Archäologe und Althistoriker
- 1943: Ferdinand Brožek, tschechoslowakischer Ruderer
- 1944: Georg Gothein, deutscher Politiker, MdL, MdR
- 1944ː Hedwig Jahnow, deutsche Alttestamentlerin, erste Frau im Magistrat der Stadt Marburg, Opfer der Shoa
- 1945: Heinrich Maier, österreichischer Priester, enthauptet im Auftrag des NS-Regimes

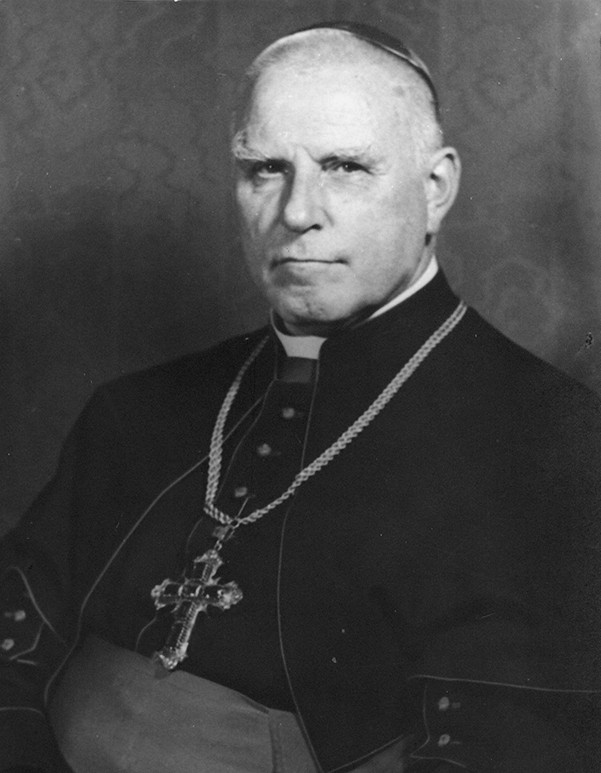
Clemens August Graf von Galen († 1946)

- 1946: Clemens August Graf von Galen, deutscher Priester, Bischof von Münster und Kardinal, Kritiker des Nationalsozialismus
- 1947: Wilhelm Ernst Asbeck, deutscher Schriftsteller
- 1947: Arturo Martini, italienischer Bildhauer
- 1947: Willi Seroski, deutscher Kommunalpolitiker

#### 1951–2000

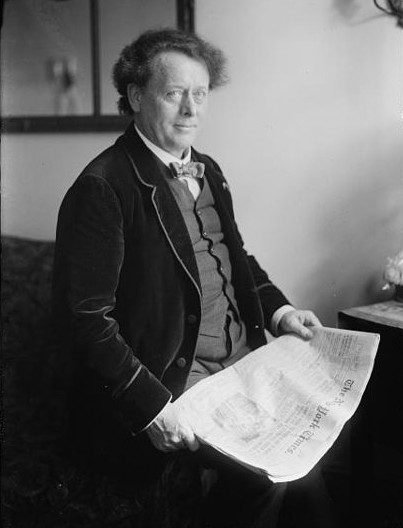
Willem Mengelberg († 1951)

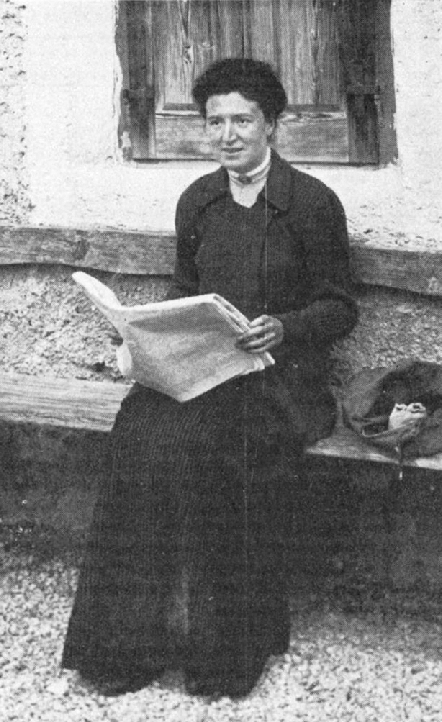
Agnes Arber († 1960)

- 1951: Werner Emmanuel Bachmann, US-amerikanischer Chemiker
- 1951: Willem Mengelberg, niederländischer Dirigent und Komponist
- 1951: Peter August Böckstiegel, deutscher Maler des Westfälischen Expressionismus
- 1952: Uncle Dave Macon, US-amerikanischer Country-Musiker
- 1955: Ernst II., letzter Herzog von Sachsen-Altenburg
- 1955: Franz Schütz, deutscher Fußballspieler
- 1958ː Emily Helen Butterfield,  US-amerikanische Frauenrechtlerin, Architektin, Künstlerin
- 1959: Václav Bláha, tschechischer Trompeter und Komponist von Unterhaltungsmusik
- 1960: José Antonio Aguirre, baskischer Politiker
- 1960: Agnes Arber, englische Botanikerin
- 1962: Ibrahim Michael Ibrahim, libanesischer Bischof in Kanada
- 1962ː Katharina von Kardorff-Oheimb, deutsche Politikerin (DVP), MdR, Unternehmerin, Salonnière
- 1963: Cilly Aussem, deutsche Tennisspielerin
- 1965: Wilhelm Schapp, deutscher Philosoph und Jurist
- 1966: John Harlin, US-amerikanischer Bergsteiger
- 1969: José Dolores Cerón, dominikanischer Komponist

Ernst Deutsch († 1969)

- 1969: Ernst Deutsch, deutscher Schauspieler
- 1969: Gerhard Fritsch, österreichischer Schriftsteller
- 1972: Ernst Leffmann, deutsch-niederländischer Jurist und Fabrikant
- 1973: Georg Amlung, deutscher Politiker
- 1973: Hilda Geiringer, austro-amerikanische Mathematikerin
- 1974: Edward Molyneux, französischer Modedesigner
- 1974: Roland Rohlfs, amerikanischer Testpilot
- 1975: Paul Verhoeven, deutscher Schauspieler, Regisseur und Theaterdirektor
- 1976: Hans Thirring, österreichischer Physiker
- 1977: Murayama Tomoyoshi, japanischer Schriftsteller und Theaterleiter
- 1978: Karl Wallenda, deutsch-amerikanischer Hochseilartist
- 1979: Theo Aaldering, deutscher Gewichtheber
- 1979: Paul Nevermann, deutscher Jurist und Politiker, MdL, Hamburger Bürgermeister, Senator
- 1982: René Carrière, französischer Automobilrennfahrer
- 1982: Pericle Kardinal Felici, italienischer Geistlicher, Kurienkardinal
- 1982: Bob Foster, britischer Motorradrennfahrer
- 1982: Buddy Parker, US-amerikanischer American-Football-Spieler und -Trainer

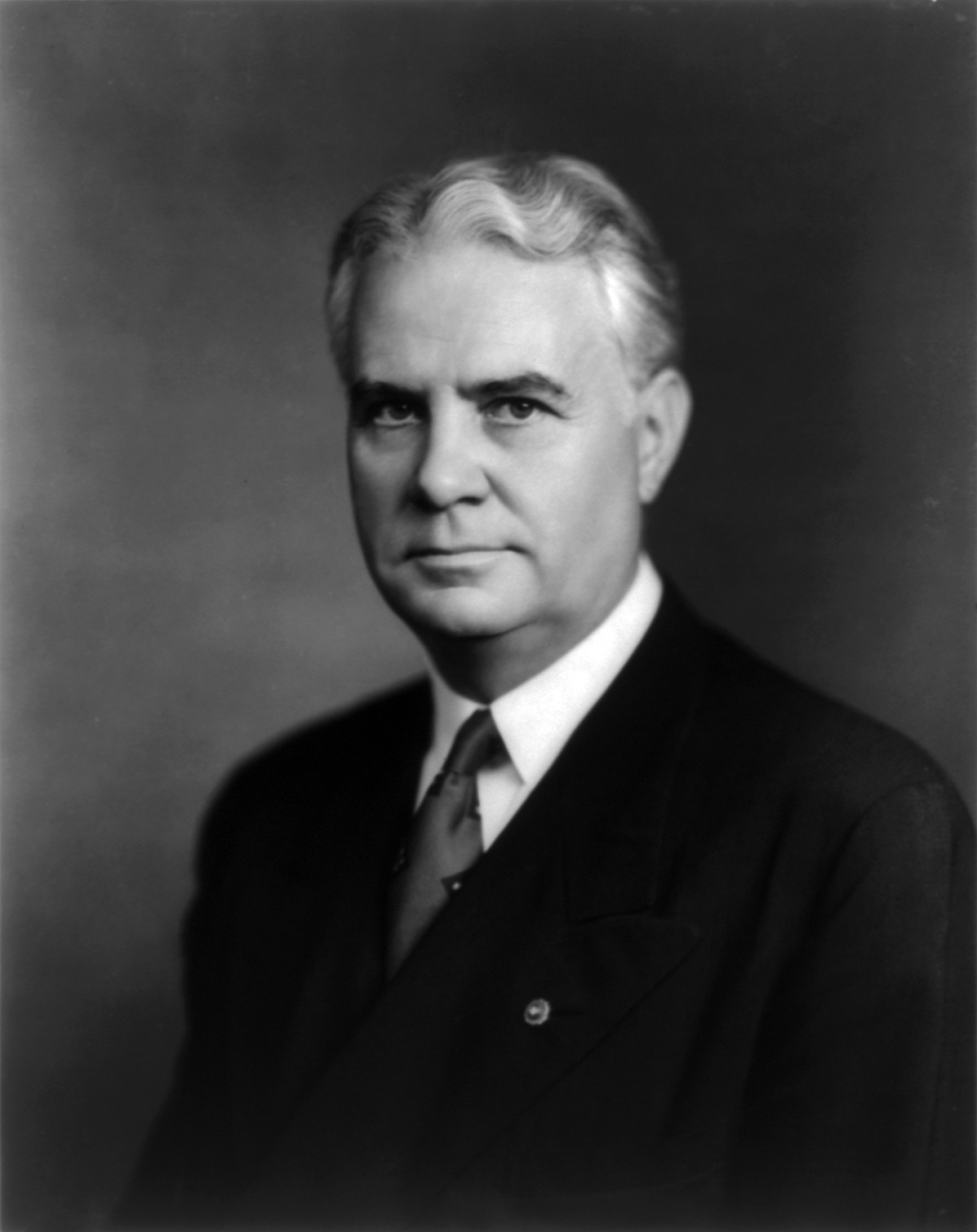
John W. Bricker († 1986)

- 1986: John W. Bricker, US-amerikanischer Politiker
- 1986: Denys Gaith, syrischer Erzbischof
- 1986: Michele Sindona, italienischer Rechtsanwalt und Bankier
- 1987: Odysseas Angelis, griechischer Offizier und Politiker
- 1987: Olaf Klose, deutscher Kunsthistoriker und Bibliothekar
- 1988: Rudolf Matz, kroatischer Cellist, Komponist, Dirigent
- 1990: Gerald Bull, kanadischer Ingenieur und Ballistiker, Attentatsopfer
- 1992: Albert Jenny, Schweizer Komponist, Kirchenmusiker, Dirigent und Musikpädagoge
- 1993: Gret Palucca, deutsche Tänzerin und Tanzpädagogin
- 1994: Dan Hartman, US-amerikanischer Musiker
- 1995: Henri Xhonneux, belgischer Filmemacher
- 1996: Václav Nelhýbel, US-amerikanischer Komponist und Dirigent tschechischer Herkunft
- 1999: Paul-Marcel Gauthier, kanadischer Sänger und Komponist
- 1999: David Strickland, US-amerikanischer Schauspieler
- 2000: Jiří Dvořáček, tschechischer Komponist, Organist und Hochschullehrer
- 2000: Mark Lombardi, amerikanischer Künstler
- 2000: Carlo Parola, italienischer Fußballspieler und -trainer

### 21. Jahrhundert
- 2001: Sabiha Gökçen, türkische Pilotin, erste Kampfpilotin weltweit
- 2001: William Hanna, US-amerikanischer Zeichentrickfilmer und Produzent
- 2002: Rudolf Baumgartner, Schweizer Violinist und Dirigent
- 2002: Boris Sichkin, russisch-amerikanischer Schauspieler, Tänzer und Choreograph
- 2003: Harry Fisher, US-amerikanischer Gewerkschafter und Friedensaktivist
- 2004: Janet Akyüz Mattei, türkisch-US-amerikanische Astronomin
- 2004: Gerhardt Preuschen, deutscher Agrarwissenschaftler
- 2004: Ahmad Yasin, führender Begründer und geistiger Führer der Hamas

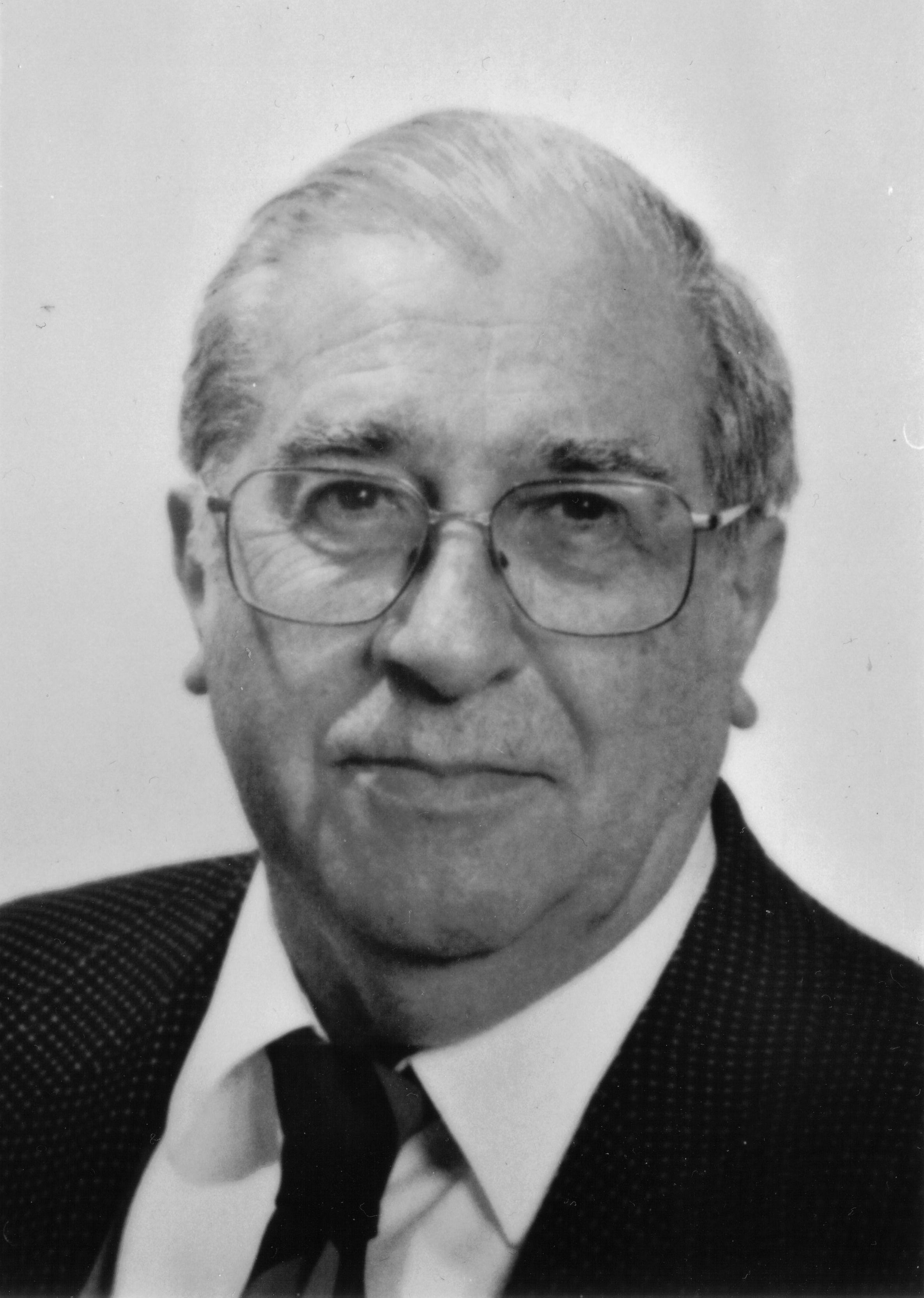
Günter Felke († 2005)

- 2005: Günter Felke, deutscher Unternehmer
- 2005: Josefine Hawelka, Wiener Kaffeehausgründerin und -betreiberin
- 2005: Kenzō Tange, japanischer Architekt
- 2006: Pierre Clostermann, französischer Jagdflieger, Politiker und Schriftsteller
- 2006: Pío Leyva, kubanischer Musiker
- 2007: Marianus Arokiasamy, indischer Geistlicher, Erzbischof von Madurai
- 2007: Fritz Kläger, deutscher Motorradrennfahrer und -konstrukteur
- 2007: Eugène Walaschek, Schweizer Fußballspieler
- 2008: Hildegard Koop, deutsche Turnerin
- 2008: Israel López, kubanischer Musiker
- 2009: Jade Goody, britischer Reality-TV-Star
- 2010: Fritz Apel, deutscher Fußballspieler
- 2011: Zoogz Rift, US-amerikanischer Musiker und Wrestling-Promoter
- 2012: Walter Rosenwald, deutscher Ministerialbeamter, Militärhistoriker und Ordenskundler
- 2013: Gerardo Gandini, argentinischer Komponist
- 2015: Horst Buhtz, deutscher Fußballspieler und -trainer
- 2015: Gerhard Drees, deutscher Bauingenieur und Hochschullehrer
- 2016: Rob Ford, kanadischer Politiker
- 2016: Kurt Krolop, deutscher Germanist und Literaturhistoriker
- 2017: Sven-Erik Magnusson, schwedischer Sänger
- 2017: Tomás Milián, kubanischer Schauspieler
- 2017: Ronnie Moran, englischer Fußballspieler und -trainer
- 2017: Helena Štáchová, tschechische Puppenspielerin
- 2018: René Houseman, argentinischer Fußballspieler
- 2018: Johan van Hulst, niederländischer Lehrer, Widerstandskämpfer und Politiker, MdEP
- 2018: Morgana King, US-amerikanische Schauspielerin
- 2018: Dagmar Lieblová, tschechische Germanistin und Übersetzerin, Überlebende des Holocaust
- 2019: Arturo Sudbrack Jamardo, brasilianischer Pianist
- 2019: Scott Walker, US-amerikanischer Sänger und Komponist
- 2020: Gabi Delgado-López, deutscher Musiker
- 2021: Elgin Baylor, US-amerikanischer Basketballspieler
- 2021: Pierick Houdy, französisch-kanadischer Komponist und Musikpädagoge
- 2022: Miriam Dell, neuseeländische Bürgerrechtlerin
- 2022: Rick Sutherland, US-amerikanischer Automobilrennfahrer
- 2023: Lucy Salani, italienische transgeschlechtliche KZ-Überlebende
- 2023: Vera T. Sós, ungarische Mathematikerin
- 2023: Rivka Basman Ben-Hayim, jüdische Lyrikerin
- 2025ː Larissa Golubkina, sowjetische bzw. russische Schauspielerin und Sängerin
- 2025: Rolf Schimpf, deutscher Schauspieler

## Feier- und Gedenktage
- Kirchliche Gedenktage
  - Lea von Rom, römische Jungfrau und Wohltäterin (katholisch)
  - August Schreiber, deutscher Pfarrer und Missionar (evangelisch)
  - Jonathan Edwards, amerikanischer Missionar (evangelisch: ELCA)
- Namenstage
  - Elmar, Lea
- Gedenktage internationaler Organisationen
  - Weltwassertag (UNO) (seit 1993)

Weitere Einträge enthält die Liste von Gedenk- und Aktionstagen.